# Museo della Rivoluzione francese
Il museo della Rivoluzione francese è un museo dipartimentale francese, situato a Vizille, in Isère. Inaugurato il 13 luglio 1984 in presenza del presidente dell'Assemblea nazionale, in occasione della ricorrenza del bicentenario della Rivoluzione francese, è il solo museo al mondo completamente dedicato a questo periodo storico.
Tra le opere più celebri che vi sono custodite figurano La République française di Jean-Baptiste Wicar, prima rappresentazione nota della Repubblica francese, e Il pittore David mentre disegna Maria Antonietta condotta al supplizio (titolo originale Le peintre David dessinant Marie-Antoinette conduite au supplice) di Jean-Emmanuel Van den Bussche.
Il museo è parte integrante del "dominio" di Vizille, che vanta una lunga storia di conservazione artistica, ed ospita anche un centro di documentazione sul periodo rivoluzionario francese grazie al quale, acquisizione dopo acquisizione, si è guadagnato una certa notorietà internazionale. Tra le varie attività, il museo organizza colloqui internazionali sul tema della Rivoluzione.

## Storia del sito
Situato a 15 km a sud di Grenoble, lungo la storica route Napoléon, il Castello di Vizille è l'antica dimora dei duchi di Lesdiguières. Il capostipite di questa dinastia, François de Bonne de Lesdiguières, ne termina la costruzione nel 1619 e vi invita Luigi XIII il 3 dicembre 1622, per ringraziarlo di avergli attribuito il titolo di connestabile di Francia, la più alta distinzione del regno. Dal 1716 il castello appartiene ai duchi di Villeroy, poi è proprietà della famiglia Perier dal 5 giugno 1780 al 23 dicembre 1895, prima di diventare la residenza estiva dei presidenti della Repubblica francese tra il 1924 e il 1972. Nel 1973, lo Stato francese cede il castello e il suo dominio al Consiglio generale dell'Isère, incaricandolo di trovar loro una destinazione culturale di prestigio.

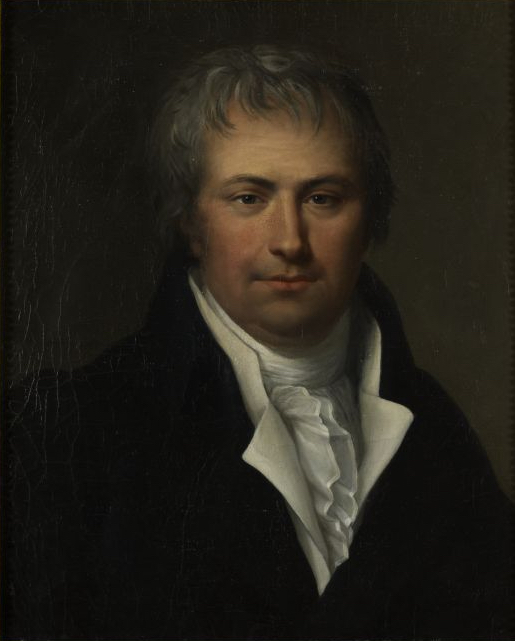
Claude Perier, proprietario del castello nel 1788.

Un evento in particolare segna la storia del castello di Vizille e determina la scelta della sua destinazione: il 21 luglio 1788, nella sala della pallacorda si tiene la riunione degli Stati generali del Delfinato, a seguito della tumultuosa Giornata delle tegole del 7 giugno a Grenoble. Questa assemblea di Vizille, detta anche assemblea dei tre ordini del Delfinato, è presidiata dal conte di Morges ed è un evento politico decisivo per l'inizio dei moti del 1789, all'origine della Rivoluzione.
Altre personalità marcano in seguito la storia del castello: il 5 luglio 1799 Papa Pio VI vi trascorre la notte su invito del proprietario Claude Perier, mentre il 7 marzo 1815 Napoleone sosta davanti al castello durante il suo ritorno dall'Isola d'Elba. Diventato sede di una stamperia, il castello subisce un terribile incendio nella notte tra il 9 e il 10 novembre 1825 che si propaga anche a una parte della villa e costringe il suo proprietario, Augustin Perier, a rifare interi appartamenti. La ricostruzione è così rapida che nel 1828 vi si possono svolgere le celebri nozze tra Adolphe, il figlio di Augustin Perier, e Nathalie de La Fayette, nipote del marchese de La Fayette. Quest'ultimo, assente alla cerimonia, rende visita alla nipote Nathalie solo qualche mese dopo, il 19 agosto 1829, e viene ricevuto come ospite di prestigio.
Adolphe Perier, alla morte del padre avvenuta nel dicembre del 1833, continua l'opera di restauro del castello. Nel 1862, in occasione della successione dovuta al fallimento di Adolphe, l'amministrazione addetta alle Belle Arti classifica il castello Lesdiguières tra i monumenti storici, e Henry Fontenilliat, suocero di Auguste Casimir-Perier, ne diventa l'erede. Due anni dopo Henri Fontenilliat muore e sua figlia Camille Fontenilliat, sposa di Auguste, ne entra in possesso.

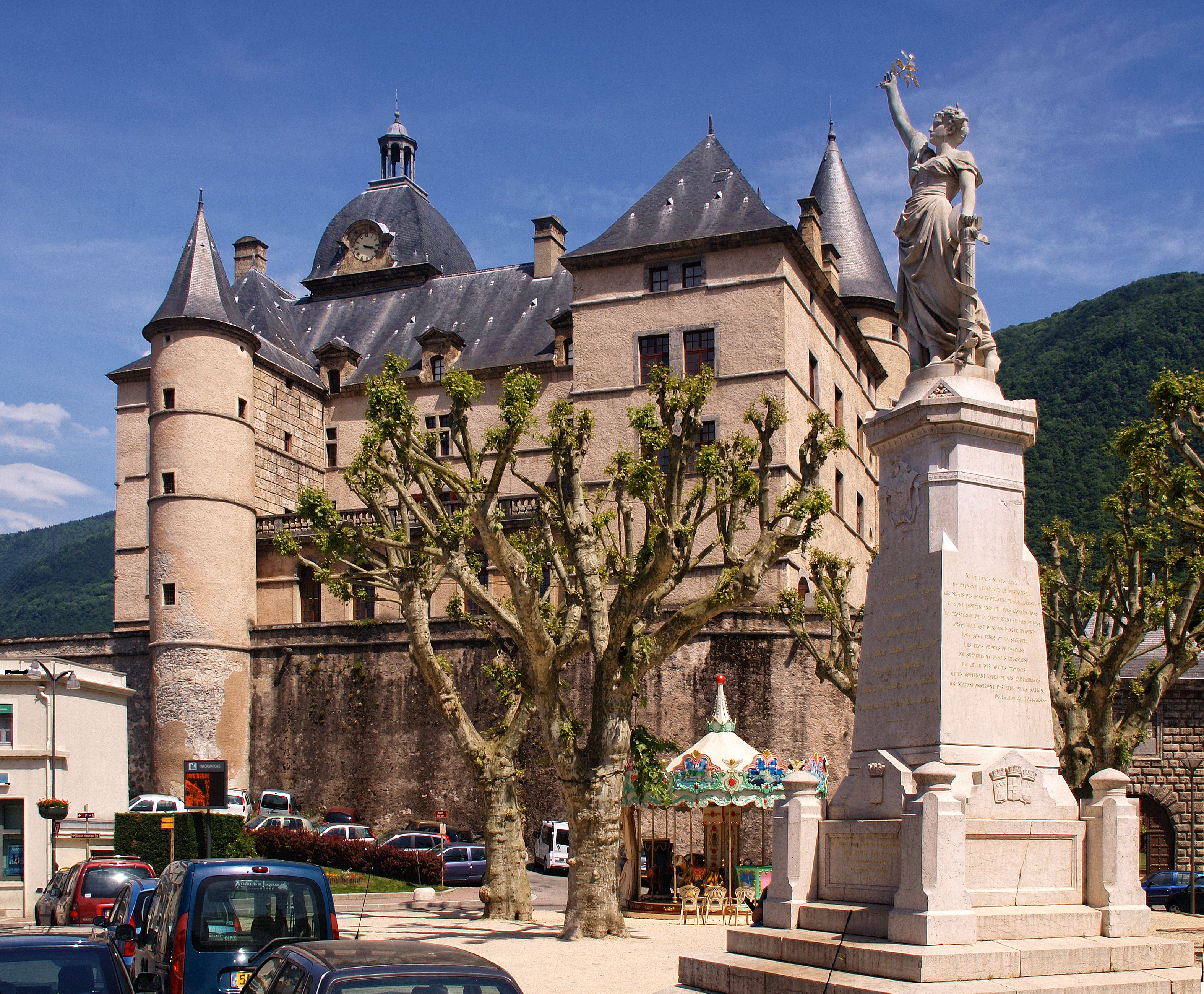
La statua de La Libertà, detta anche Marianne (1888) di Henri Ding.

Nonostante la severa lezione dell'incendio del 1825 non furono prese le dovute precauzioni, e il 17 febbraio 1865 un secondo incendio danneggia irreversibilmente il castello: un'intera ala a forma di « L » è distrutta, e con essa la storica sala della pallacorda e la grande galleria delle battaglie, edificata nel 1615 dal Duca di Lesdiguières. L'attività manifatturiera viene quindi abbandonata definitivamente.
Nel 1872 Camille Fontenilliat e consorte ricevono personalità di rilievo quali Luigi Filippo Alberto d'Orléans, conte di Parigi, e ancora Adolphe Thiers nel 1874. Il 21 luglio 1888, nel centenario dell'assemblea di Vizille, il presidente della Repubblica francese Sadi Carnot inaugura una statua della Libertà davanti all'ingresso del castello Lesdiguières. Il piedistallo della statua dell'artista Henry Ding reca incise alcune frasi pronunciate all'Assemblea di Vizille e i nomi dei vari rappresentanti dei tre ordini del Delfinato.
L'idea di installare un museo nel castello Lesdiguières non è nuova: due mesi dopo l'acquisto del dominio da parte dello Stato francese, La Dépêche dauphinoise del 24 novembre 1924 titolava su un museo del Delfinato al castello di Vizille. L'idea è ripresa qualche anno dopo dal medesimo giornale, nell'edizione del 6 marzo 1932, questa volta a proposito di un museo della Rivoluzione francese, ma l'edificio, nel frattempo divenuto residenza estiva dei presidenti della Repubblica, si può visitare solo in assenza del presidente. Tuttavia, con l'inaugurazione nell'estate del 1932 del percorso storico della route Napoléon, una sala viene consacrata alla storia del castello. Bisogna attendere l'elezione presidenziale di François Mitterrand nel 1981, e il contesto della legge sulla decentralizzazione (detta "Legge Defferre") del 2 marzo 1982, perché siano riuniti i fattori determinanti per la creazione del museo della Rivoluzione francese lontano dalla Capitale. È durante la seduta del 10 giugno 1983 che il Consiglio generale dell'Isère crea il Museo della Rivoluzione francese nel castello di Vizille, secondo il rapporto del presidente della Commissione degli affari culturali, Alfred Gryelec, già sindaco di Vizille. Due personaggi contribuiscono particolarmente alla costituzione del museo: Vital Chomel, allora direttore degli Archivi dipartimentali dell'Isère e lo storico Robert Chagny, commissario della prima mostra temporanea. Altri parteciperanno attivamente alla raccolta delle prime opere, come Jacqueline Mongellaz dal 1984 al 1990, o ancora Alain Chevalier a partire dal 1988. Le prime sale del museo sono allestite agli inizi del 1984. Primo direttore del museo, dal 1984 al 1996, è lo storico dell'arte Philippe Bordes.

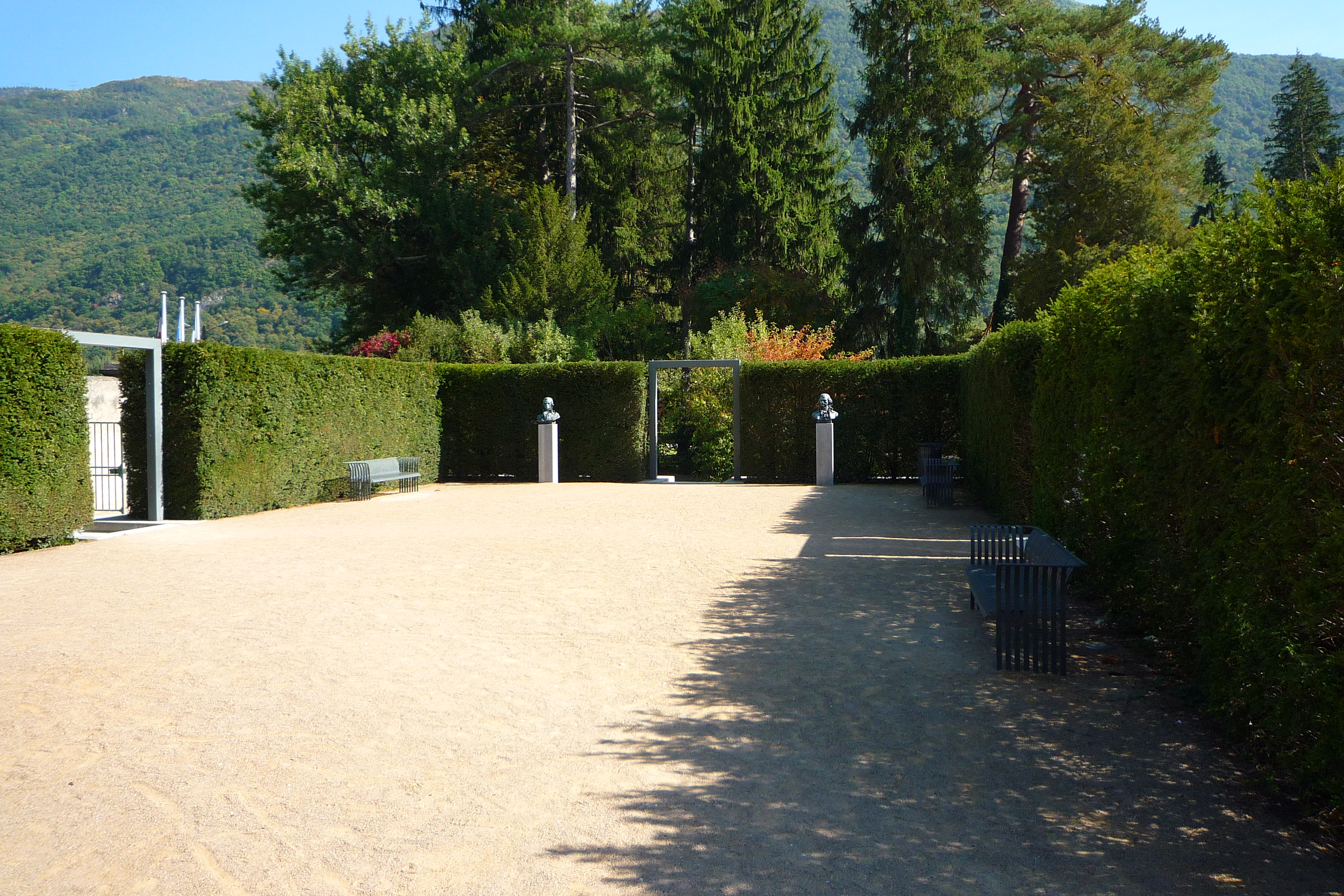
Le siepi evocano il perimetro della celebre sala della pallacorda, sede della riunione degli Stati generali del Delfinato del 1788.

Il museo è inaugurato il 13 luglio 1984, in presenza del presidente dell'Assemblea nazionale, di due ministri, e del presidente del consiglio tecnico-scientifico del museo, Michel Vovelle. Nel novembre del 1987 vengono avviati importanti lavori edili: la corte d'onore accessibile dalla salita viene scavata per crearvi la sala delle colonne (detta in seguito sala della Repubblica) e le sue due vaste scalinate che permettono l'accesso dall'antica orangeria (la hall d'ingresso attuale) così come l'accesso in ascensore a tutti i livelli del museo. Due nuove sale sono allora inaugurate il 21 luglio 1988, ma alcune difficoltà di finanziamento rallentano i lavori per il completamento dei 600 m2 della sala delle colonne. Alla sua messa in servizio, nel marzo 1992, il museo contiene una ventina di sale ripartite su cinque livelli.
Dal 2010 il sito dell'antica sala della pallacorda, distrutta nel 1865, è evocato dalla parete vegetale sulla destra dell'entrata del museo. Alta due metri, la siepe forma un perimetro che presenta quattro aperture laterali, e accoglie al suo interno i busti di due membri del Terzo Stato, protagonisti della riunione degli stati generali del Delfinato, gli avvocati Antoine Barnave e Jean-Joseph Mounier. Per quanto riguarda la grande galleria delle battaglie, essa era situata sopra al giardino d'inverno, attuale biglietteria del museo, ma a livello della sala per le esposizioni temporanee.

## Collezioni
Fanno da filo conduttore del museo della Rivoluzione francese i vari aspetti della storia della Rivoluzione, la creazione artistica e le trasformazioni culturali in Europa dall'età dei lumi al Romanticismo. Il museo presenta opere d'arte e oggetti storici dell'epoca rivoluzionaria e colleziona tutto ciò che vi si ispira o vi fa riferimento da due secoli.

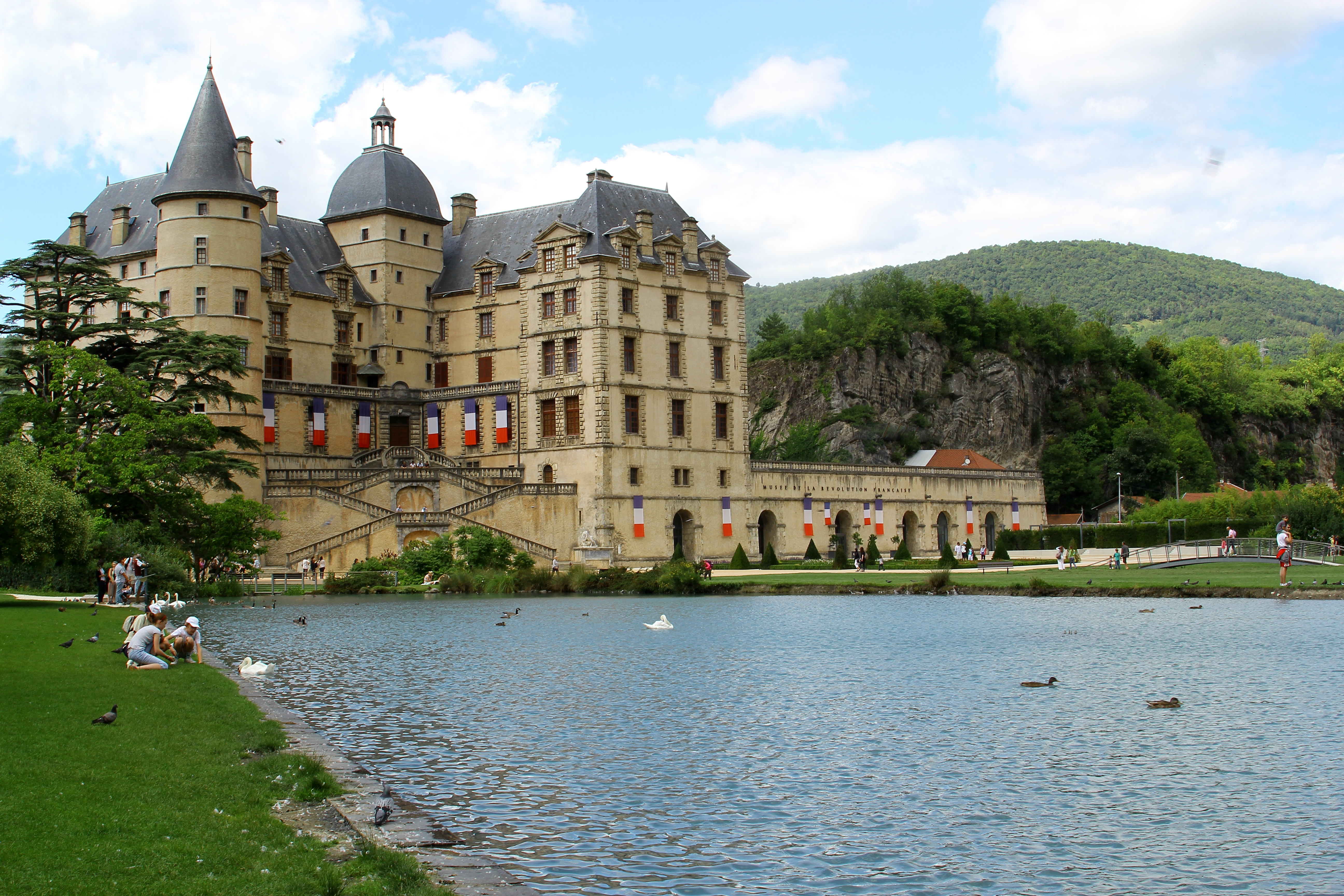
Il parco del dominio di Vizille.

L’originalità del museo della Rivoluzione francese è di essere un museo di storia fondato su opere d'arte, e in cui le vicende storiche sono "raccontate" dalle opere d'arte stesse. Queste opere, lungi dall'essere mere rappresentazioni storiche, diventano quindi, per il loro interesse plastico e la loro potenza evocatrice, delle chiavi di lettura per una migliore comprensione degli sconvolgimenti avvenuti e del loro contesto. Le pitture e le sculture dell'epoca rivoluzionaria compongono un insieme d'eccezione, di una grande diversità di stili e di generi.
Vi figurano allegorie, eventi storici, ritratti, scene antiche o tragiche o paesaggi. Per quanto riguarda la statuaria, vari busti sono fedeli rappresentazioni di personaggi celebri, quali Antoine Barnave, Bailly, Mirabeau, il Delfino di Francia, Robespierre, Danton e la sua Antoinette, o ancora il generale La Fayette. Delle statue realizzate in diversi materiali abbelliscono il percorso, come quelle di madame Roland, Saint-Just o Jean-Jacques Rousseau. Focalizzandosi sulle arti decorative, esse ci offrono uno scorcio della vita quotidiana: mobilio, porcellane, faenze francesi, inglesi e olandesi. Tra gli oggetti più originali figurano le pietre della Bastiglia, le sciabole della Guardia nazionale e qualche strumento musicale. I disegni e le stampe, così come le opere più fragili - i ventagli, le miniature, i tessuti stampati - sono conservati al riparo della luce, e presentati al pubblico durante le esposizioni temporanee.
Le opere del XIX secolo, in particolare i due quadri di Lucien-Étienne Mélingue, Il mattino del 10 termidoro anno II (in lingua originale Le matin du 10 thermidor an II) del 1877 e il Jean-Paul Marat del 1879, attestano la vitalità del riferimento al 1789 nel processo di insediamento della Repubblica francese. Espressioni della loro epoca, esse ci ricordano che l'approccio alla Rivoluzione e la sua interpretazione sono state influenzate nel corso del tempo dalle attualità politiche e dall'evoluzione della ricerca storica.

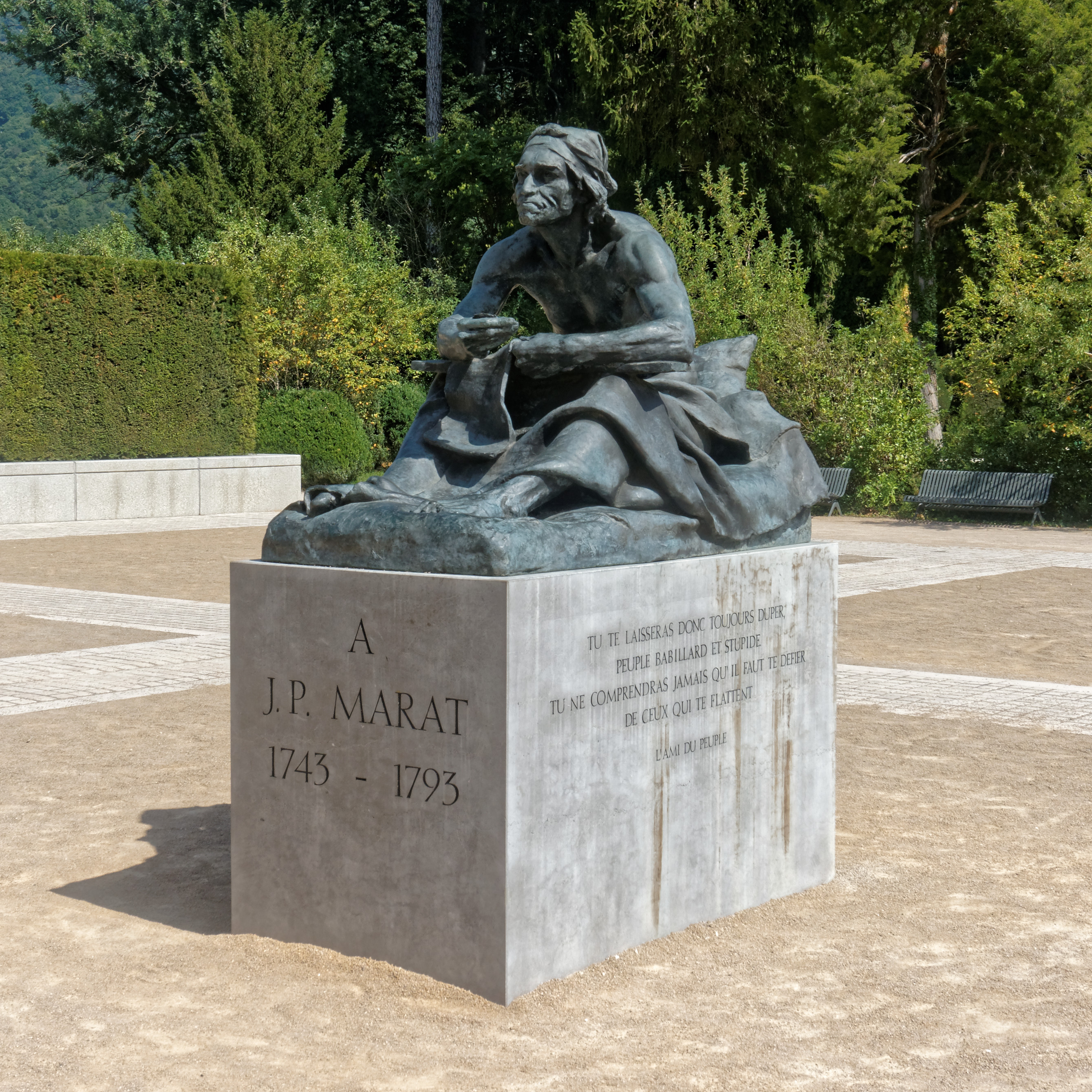
Jean Baffier, Monumento a Jean-Paul Marat, di fronte all'ingresso.

Nel 1853, quando diventa conservatore del museo di Grenoble, il pittore Alexandre Debelle dipinge L'Assemblea dei notabili a Vizille, 1788 (in lingua originale L'Assemblée des notables à Vizille, 1788, titolo completo L'Assemblée des Trois ordres du Dauphiné illustrant la réunion des états généraux du Dauphiné tenue le 21 luglio 1788 dans la salle du Jeu de paume du château), tela conservata ai nostri giorni al terzo piano del museo di fronte alla scalinata monumentale. Il pittore ha rappresentato su questo quadro numerosi notabili del Delfinato; sotto a esso è posta una versione stilizzata, che riprende unicamente le silhouette dei personaggi del quadro, e aiuta i visitatori a riconoscerne una sessantina, tra cui l'avvocato e futuro sindaco di Grenoble Antoine Barnave, in piedi sulla predella, il suo confratello Jean-Joseph Mounier, seduto dietro al tavolo con il conte di Morges, presidente della seduta e con un foglio in mano, o ancora Charles Renauldon sulla sinistra, in seguito rappresentante della Camera dei cento giorni e sindaco di Grenoble.

Il monumento dedicato a Jean-Paul Marat, scultura in bronzo realizzata nel 2013 dalla fonderia Barthélemy Art a partire dal modello in gesso di Jean Baffier del 1883, palesa la politica proattiva del museo di arricchire la collezione statuaria. La scultura, inaugurata il 16 luglio 2013, è installata nel piazzale antistante l'ingresso del museo. La prima versione in bronzo del 1883 era stata comprata dalla città di Parigi e installata in diversi parchi pubblici, come nel parc Montsouris, nei giardini del Museo Carnavalet nel parc des Buttes-Chaumont, prima di essere fusa durante la seconda guerra mondiale per necessità belliche. Sull'imponente piedistallo in pietra a sostegno della statua di Vizille è inciso l'elogio funebre di Marat, una citazione estratta dal suo giornale, L'Ami du peuple : 
(Jean-Paul Marat, L'Ami du peuple)

## Le sale espositive
Il museo della Rivoluzione francese occupa cinque piani del castello e conta una ventina di sale espositive.

### Piano terra e mezzanino

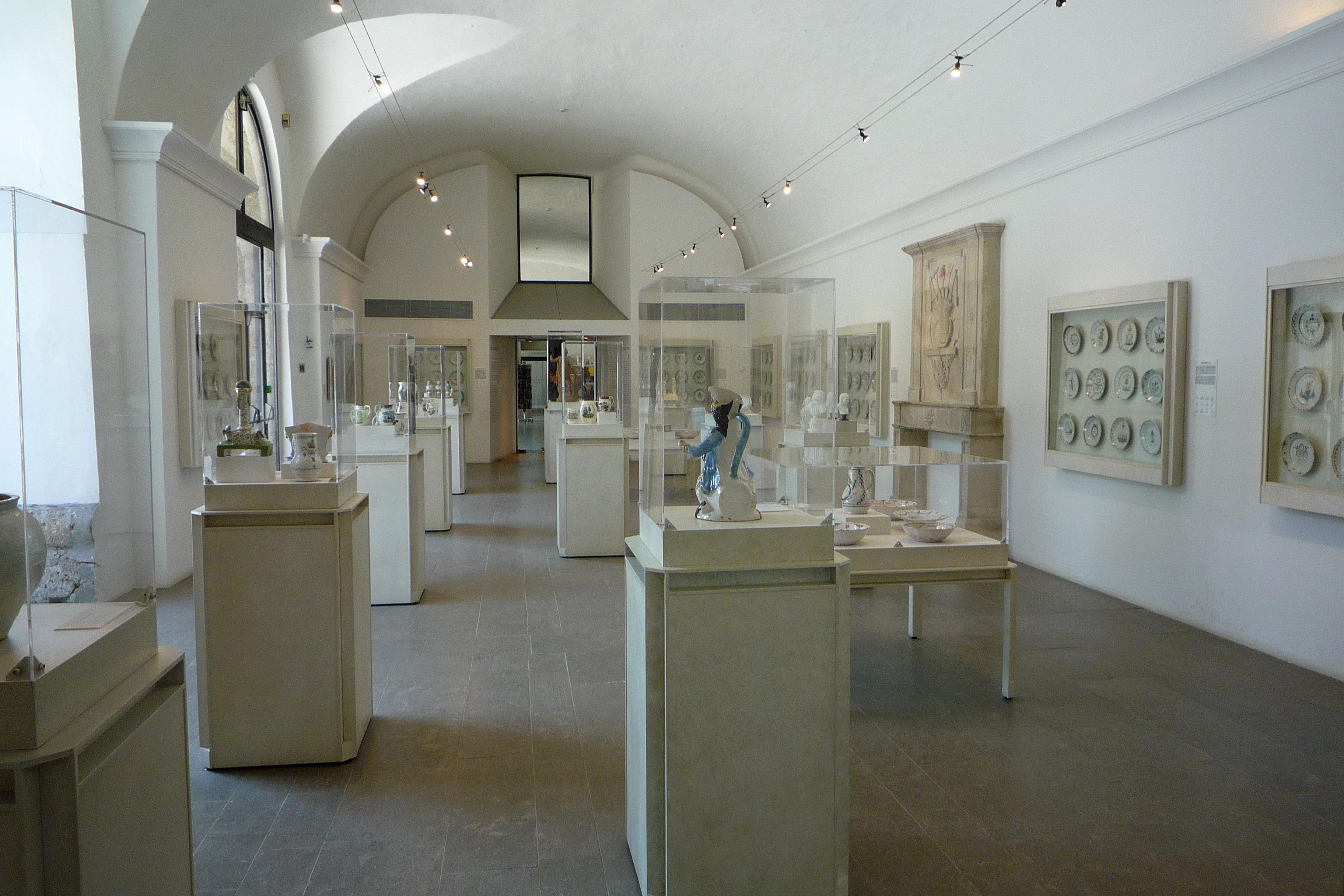
Sala delle faienze, al piano terra.

Al piano terra si trova la hall del museo, con la biglietteria e una enorme rappresentazione murale della cronologia del periodo rivoluzionario. La prima sala è dedicata alle faenze e alle ceramiche ed è dominata da un camino monumentale dai decori rivoluzionari risalenti agli inizi degli anni 1790, di provenienza ignota. Vi sono custodite alcune statuette allegoriche e una moltitudine di piatti, tra i quali si fa notare un piatto finemente decorato con Luigi XVI che sale al patibolo il 21 gennaio 1793. La collezione è stata notevolmente ampliata grazie all'arrivo di 173 pezzi raccolti negli anni 1930 da Jeanne Lemerle, donati nel 2002 al museo dal nipote Michel Dillange.
La sala successiva, che evoca la presa della Bastiglia ed è dedicata all'estate del 1789, contiene diversi quadri tra cui L'arresto del governatore della Bastiglia, il 14 luglio 1789 (titolo originale Arrestation du gouverneur de la Bastille le 14 juillet 1789) di Jean-Baptiste Lallemand e soprattutto una pietra proveniente dalle prigioni della fortezza, donata il 14 luglio 1790 dall'imprenditore ai lavori pubblici Pierre-François Palloy, in occasione del primo anniversario dell'assalto. Al centro della sala troneggia un modellino in pietra della Bastiglia di Parigi. Tra i vari oggetti presenti figurano un tamburo, delle medaglie e una collezione di sciabole decorate da emblemi.
Due busti completano l'esposizione della sala: quello di Jean Sylvain Bailly, primo sindaco di Parigi tra il 1789 e il 1791, realizzato dallo scultore Louis Pierre Deseine intorno al 1790, e quello dello scrittore e deputato del terzo Stato Mirabeau.

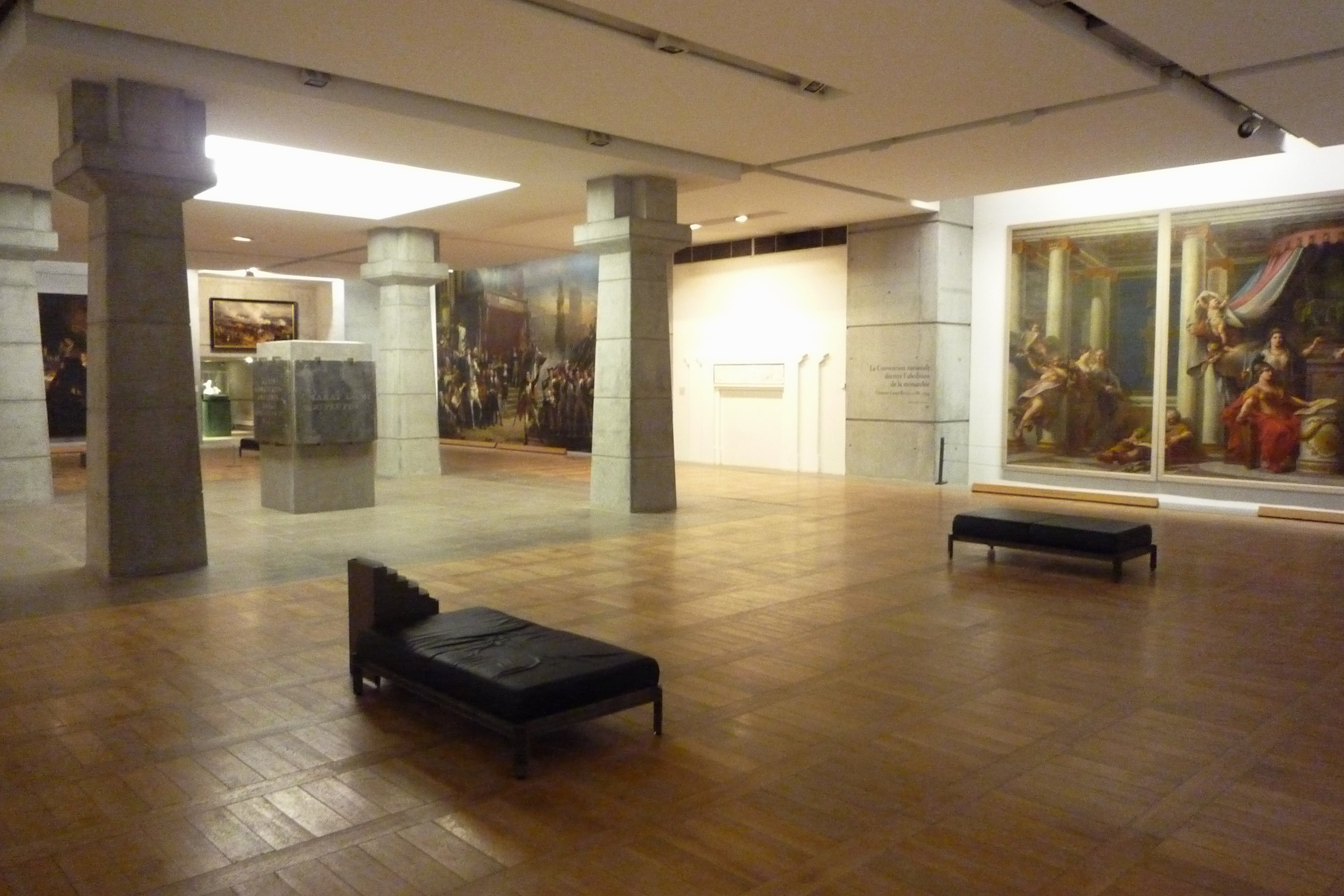
Sala della Repubblica, nel piano ammezzato.

Una larga scalinata conduce al mezzanino e alla vasta sala della Repubblica, scavata nella roccia e sorretta al centro da quattro pilastri. Tra di essi è disposto un massiccio blocco di cemento sui cui lati sono affisse quattro placche commemorative del rivoluzionario Marat, datate 1793. Nella sala sono esposte sia una delle quattro copie note de La morte di Marat (titolo originale La Mort de Marat), riprodotta probabilmente da un allievo del pittore Jacques-Louis David, sia una statua in gesso di Madame Roland seduta su una sedia, opera di Charles Vital-Cornu. Ma la peculiarità di questa sala è la presenza di tele di grandissimo formato concesse dai maggiori musei francesi, quali L'ultimo pasto dei Girondini (titolo originale Le Dernier banquet des Girondins) del pittore Henri Félix Emmanuel Philippoteaux, La chiamata delle ultime vittime del Terrore (titolo originale L'Appel des dernières victimes de la Terreur) di 4,37m x 8,20 m, del pittore Charles-Louis Müller, L'arruolamento volontario del 22 luglio 1792 (titolo originale Les Enrôlements volontaires du 22 juillet 1792) realizzato da Auguste Vinchon nel 1853, Gli ultimi Montagnardi (titolo originale Les Derniers Montagnards) di Charles Ronot del 1882 o ancora l'immenso trittico La Convenzione nazionale decreta l'abolizione della monarchia (titolo originale La Convention nationale décrète l'abolition de la monarchie) di Clément-Louis Belle.
Sempre al piano ammezzato si trova la saletta successiva, edificata tra il contrafforte roccioso e una scalinata monumentale che fa da contrappunto a quella di accesso alla sala della Repubblica. Essa accoglie un'opera di William Hamilton dedicata alla famiglia reale, Maria Antonietta condotta alla sua esecuzione il 16 octobre 1793 (titolo originale Marie-Antoinette conduite à son éxécution le 16 octobre 1793) così come L'eroico coraggio del giovane André Désilles, il 31 agosto 1790, durante l'ammutinamento di Nancy (titolo originale Le Courage héroïque du jeune Désilles, le 31 août 1790, à l'affaire de Nancy) di Jean-Jacques Le Barbier. Quest'ultima opera ricorda la ribellione dei soldati contro i loro ufficiali avvenuta a Nancy nel 1790, e in particolare le gesta del tenente André Désilles che tentò invano di interporsi tra le due fazioni e per questo pagò con la vita. La repressione del governatore François Claude de Bouillé fu implacabile: quarantadue soldati impiccati, uno condannato alla ruota e quarantuno inviati alle galere.

### Primo piano
Al primo piano, la sala dedicata all'architettura di epoca rivoluzionaria presenta qualche piccola scultura e soprattutto dei modellini recenti di progetti architettonici di quel periodo, in particolare i progetti per il teatro della Comédie-Française e per un palazzo nazionale pensato sulle fondamenta nascenti della chiesa della Madeleine a Parigi. Quest'ultimo progetto, presentato dagli architetti Jacques-Guillaume Legrand e Jacques Molinos, intendeva includere la chiesa nell'immenso edificio destinato ad ospitare la Convenzione nationale: la sala delle scienze si sarebbe trovata al posto del coro, mentre un imponente edificio circolare avrebbe accolto gli uffici. Uscendo dalla sala dell'architettura ci si lascia alle spalle la parte moderna del museo, e due busti di rivoluzionari annunciano sulla soglia la sala successiva, quelli di Marie Joseph Chalier e di Louis-Michel Lepeletier de Saint-Fargeau.

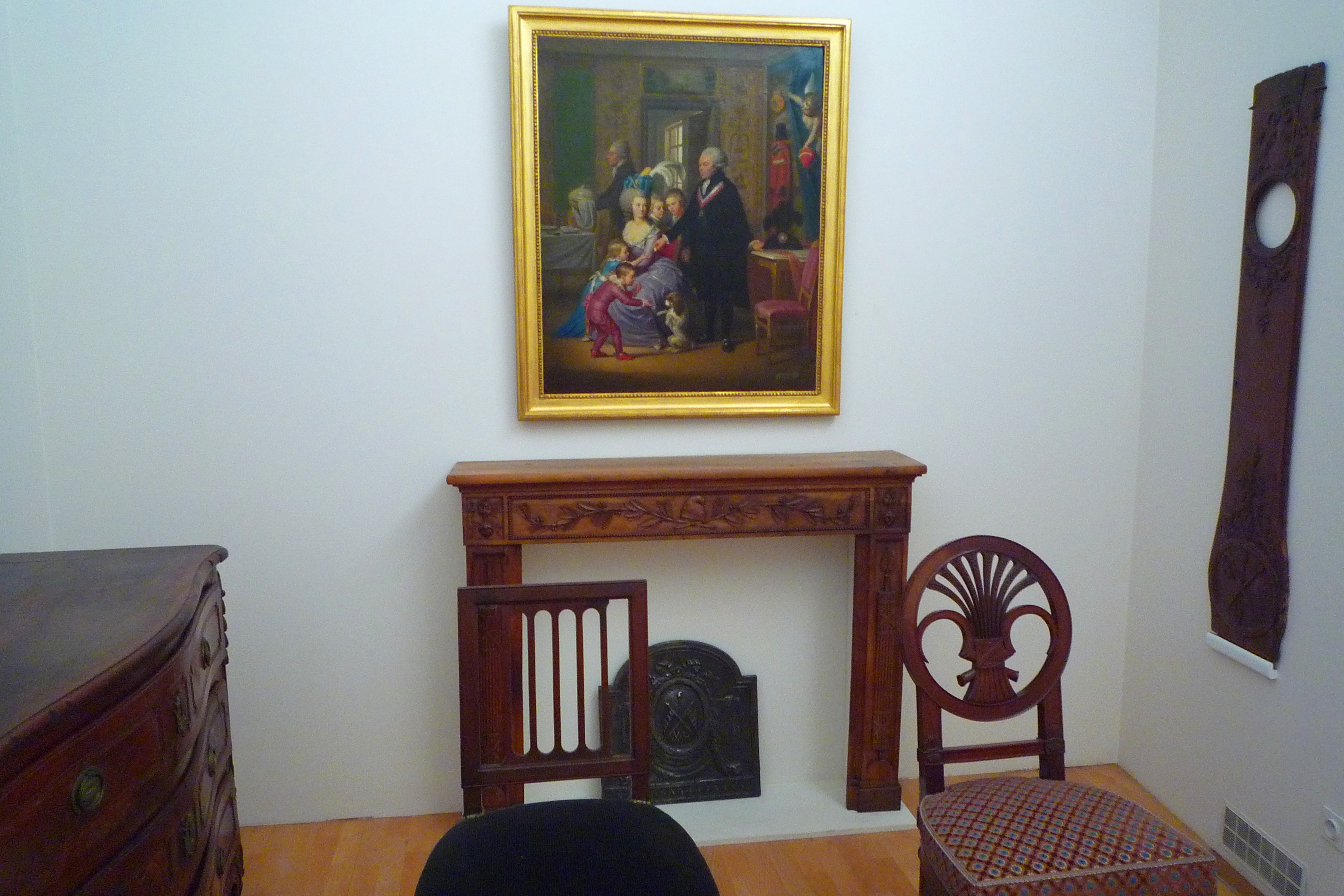
Dominique Doncre, Il giudice Pierre-Louis-Joseph Lecoq e la sua famiglia (titolo originale Le Juge Pierre-Louis-Joseph Lecoq et sa famille) del 1791, in una saletta ancillare alla sala delle arti.

La visita prosegue nella sala delle arti, tra pitture, sculture e arti decorative. Divisa in due lungo la diagonale da un tramezzo, la sala possiede due salette annesse ed espone in particolare un busto del 1791 di Maximilien de Robespierre, vari oggetti fabbricati dalla manufacture nationale de Sèvres durante il Regime del Terrore e numerosi quadri. Tra essi, l'opera del 1791 Il giudice Pierre-Louis-Joseph Lecoq e la sua famiglia (titolo originale Le Juge Pierre-Louis-Joseph Lecoq et sa famille) di Dominique Doncre, circondata da mobili d'epoca, rappresenta una delle primissime acquisizioni del museo, mentre il Ritratto allegorico di Caterina II, Imperatrice di Russia (titolo originale Portrait allégorique de Catherine II, Impératrice de Russie) di Giovanni Battista Lampi è lo schizzo preparatorio del grande ritratto dell'imperatrice oggi esposto a San Pietroburgo all'Ermitage. Ne La Patria in pericolo (titolo originale La Patrie en danger) di Guillaume Guillon Lethière si ritrova l'atmosfera di timorosa attesa di un'invasione della Francia nel 1798, ma la principale attrazione della sala resta il quadro di piccolo formato di Jean-Baptiste Wicar, acquisito nel 2016 e celebrato come la prima rappresentazione nota della Repubblica francese.

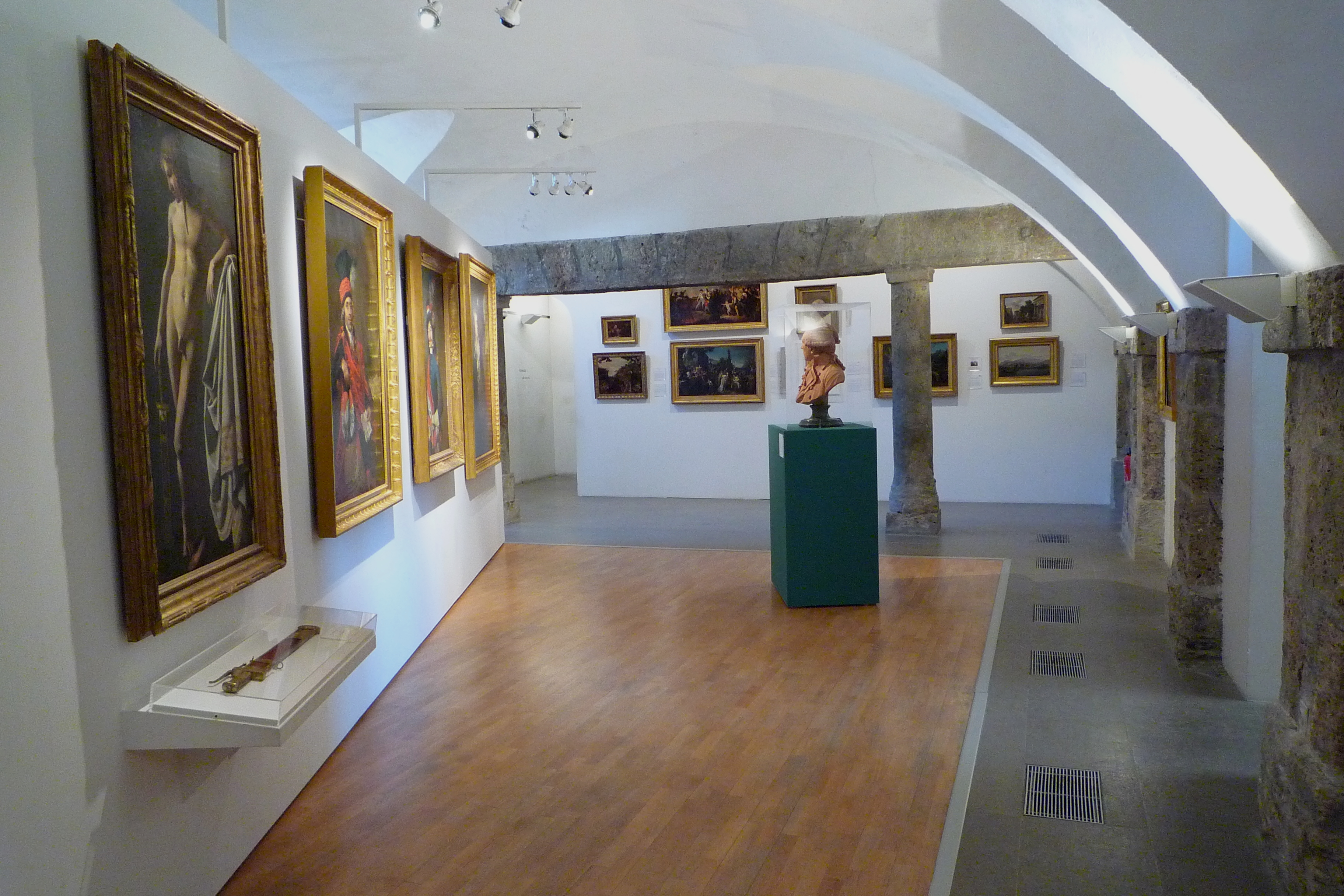
Sala delle arti, al primo piano.

In questa sala si ritrovano anche tele di pittori più modesti, ma che ricordano fatti diversi di epoca rivoluzionaria caduti col tempo nel dimenticatoio. È il caso del quadro di Pierre-Nicolas Legrand, Joseph Cange, commissario della prigione di Saint-Lazare a Parigi (titolo originale Joseph Cange, commissaire de la prison Saint-Lazare à Paris), un ritratto del guardiano che durante il Regime del Terrore aiutò finanziariamente la famiglia di un detenuto, a rischio della propria vita, e che fu celebrato dalla nazione solo dopo la caduta di Robespierre. È anche il caso di un quadro realizzato da Jean-Baptiste-Claude Robin nel 1787, Trophime-Gérard, conte di Lally-Tollendal, mentre svela il busto di suo padre (titolo originale Trophime-Gérard, comte de Lally-Tollendal, dévoilant le buste de son père), che rende omaggio al conte Gérard de Lally-Tollendal e al padre giustiziato nel 1766 per alto tradimento e in parte riabilitato nel 1783 grazie a lui e a Voltaire.
In una saletta annessa si trovano degli strumenti musicali della fine del XIX secolo, un pianoforte e un'arpa, realizzati dal dimenticato Tobias Schmidt, artefice della ghigliottina, macchinario che prese invece il nome dal dottor Joseph-Ignace Guillotin. Acquisiti dal museo nel 1985, la sciabola e il fodero dorati del generale Kellermann, eroe della battaglia di Valmy nel 1792, sono esposti nella stessa sala. Per lasciare questo piano e proseguire la visita al secondo piano si sale lo scalone originario del castello.

### Secondo piano

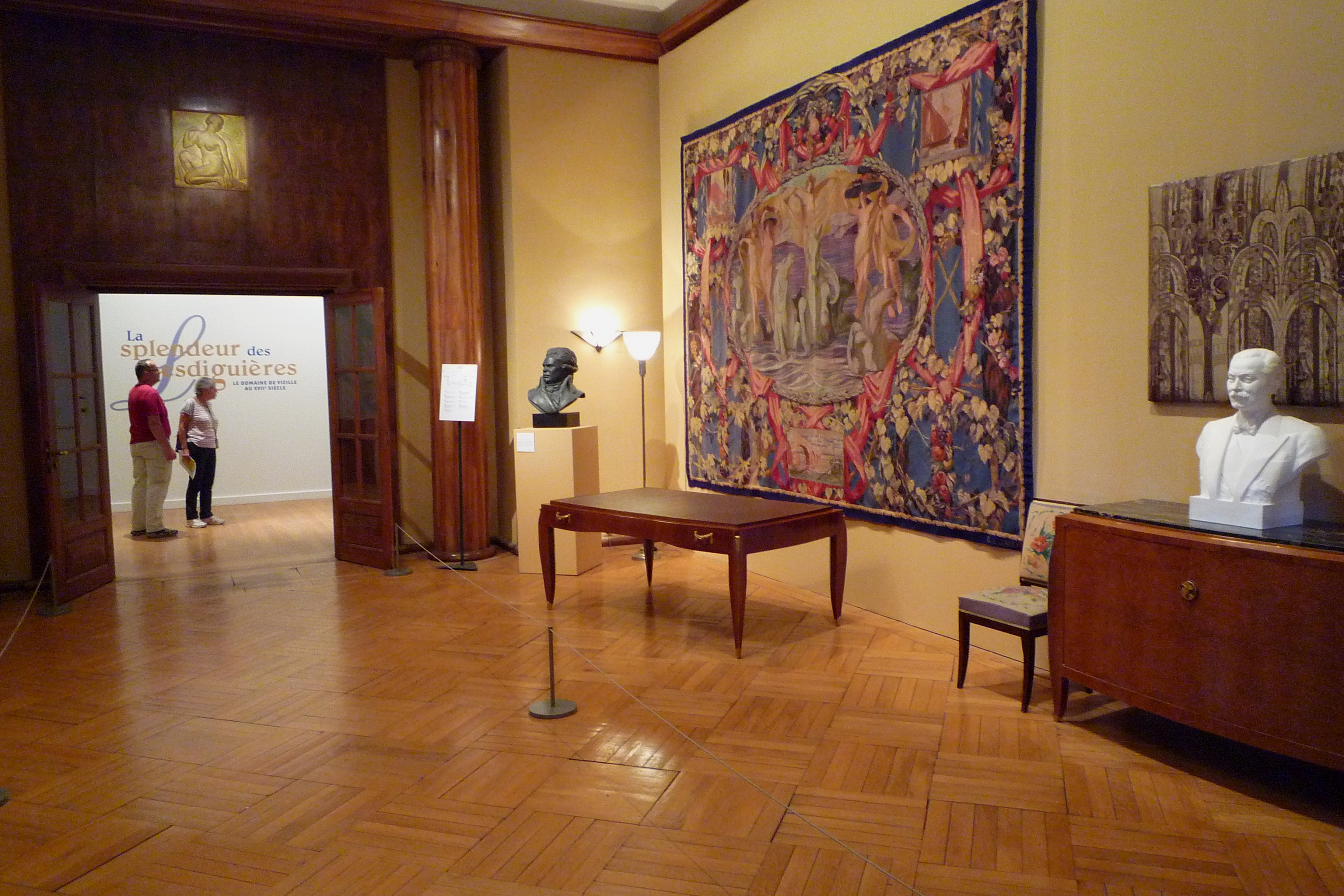
Sala Charles Halley, al secondo piano.

Arrivando al secondo piano si viene accolti dal busto immacolato del marchese de La Fayette all'età di 33 anni, prodotto dalla manufacture nationale de Sèvres nel 1922, in ricordo del suo passaggio in questi luoghi nel 1829. A questo piano si trova anche il corridoio dei diritti dell'uomo e del cittadino, che dà accesso alle sale Charles Halley e Jean-Louis Prieur e alla galleria dell'Accademia. La sala Charles Halley, completamente rinnovata nel maggio 2013, conserva il mobilio del castello di quand'era residenza estiva dei presidenti della Terza e della Quarta Repubblica. Lo stile art déco si impone allo sguardo con la grande tappezzeria di Édouard Bénédictus e i mobili del decoratore Jacques-Émile Ruhlmann. La sala recupera tuttavia il tema della Rivoluzione durante il periodo interbellico, accogliendo un impressionante busto di Danton commissionato nel 1937 dal governo del Fronte Popolare allo scultore francese Marcel Chauvenet. La sala Jean-Louis Prieur è talvolta occupata dalle esposizioni temporanee a supporto del salone dedicato interamente ad esse, ma solitamente illustra il tema della Rivoluzione francese al cinema.
Dal canto suo, la galleria dell'Accademia espone opere che trattano tematiche distanti da quella della Rivoluzione, ma che sono state realizzate da artisti appartenenti all'Académie royale de peinture et de sculpture, o all'Académie des beaux-arts succeduta alla precedente durante la Rivoluzione. Tra esse si possono ammirare Il Giudizio di Salomone (titolo originale Le jugement de Salomon), un bassorilievo realizzato nel 1790 da François-Frédéric Lemot, il busto del console romano Lucio Giunio Bruto realizzato negli anni 1790 da Antoine-Denis Chaudet, o ancora i quattro quadri a tema mitologico di Charles Meynier databili intorno al 1794. Questi ultimi quadri, che raffigurano le statue antiche di Apollo, Diana, Mercurio e Polimnia, fanno parte delle opere spoliate alla Francia durante l'occupazione nella seconda guerra mondiale e repertoriate nella banca dati "Musées nationaux récupération".

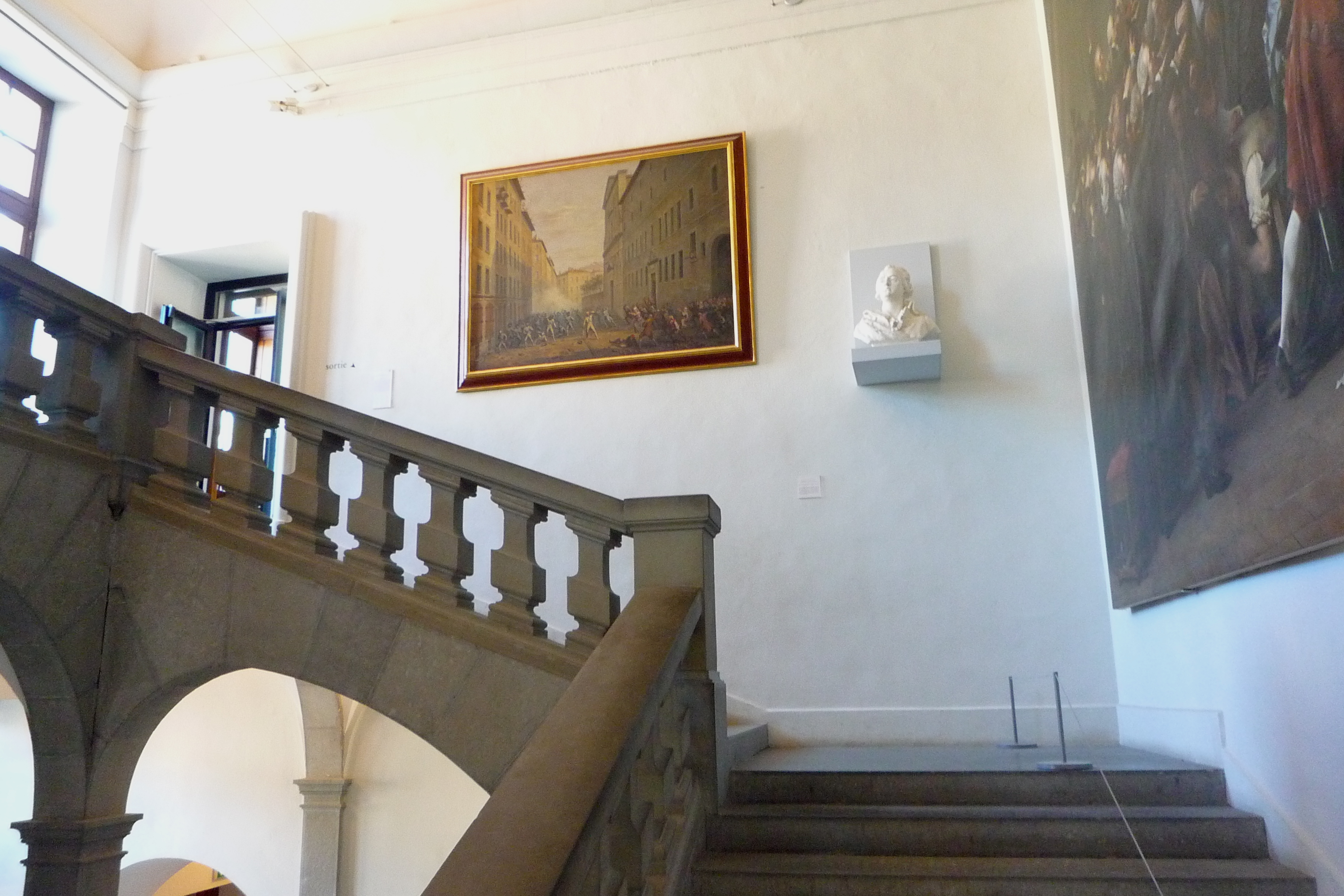
Scalinata dei diritti dell'uomo e del cittadino verso il terzo piano.

La sala delle esposizioni temporanee, presidiata dal camino monumentale carico di trofei, è la sala Alberto Marone, dal nome dell'ultimo proprietario privato del castello, che lo fu dal 1906 al 1924. A titolo di aneddoto, si fa notare che la galleria delle battaglie, di una lunghezza di 50 metri, edificata da Lesdiguières e distrutta da un incendio nel 1825, era situata in asse con questa sala, e raccoglieva i quadri delle battaglie di Lesdiguières da un lato e quelli delle battaglie di Enrico il Grande dall'altro. Lo spazio restante di questo secondo piano è utilizzato dal centro di documentazione Albert Soboul, accessibile agli storici.
All'uscita del corridoio dei diritti dell'uomo e del cittadino, la statua Il Genio e la Democrazia (titolo originale Le Génie de la démocratie), scolpita da Urbain Basset in occasione del centenario dell'Assemblea di Vizille, veglia sulla grande tromba delle scale omonima a quattro pilastri. Essa conduce al piano superiore e che costituisce a sua volta una vera e propria sala espositiva per la grandezza dei quadri esposti, evocanti l'avvocato del Delfinato Antoine Barnave e la Dichiarazione dei diritti dell'uomo e del cittadino del 1789, con una sfilata di 17 placche murali in successione contenenti ciascuna un articolo, Il Giuramento della Pallacorda (titolo originale Le Serment du Jeu de paume) di Auguste Couder del 1848, La Giornata delle tegole (titolo originale La Journée des Tuiles ) e infine La riunione degli stati generali del Delfinato nel 1788 (titolo originale La Réunion des états généraux du Dauphiné en 1788). Quest'ultimo quadro è posizionato di fronte a quello del Giuramento della Pallacorda, più in basso. Ciascun quadro è raddoppiato da un disegno stilizzato che permette di localizzare e identificare decine di personaggi nei dipinti, e comprendere così l'importanza di ciascuna di queste assemblee nella storia della Francia.

### Terzo piano
Il terzo piano, che è l'ultimo piano accessibile al pubblico, si compone di un'infilata di sale tematiche, alcune delle quali permettono l'accesso alla lunga terrazza esteriore durante la bella stagione. Dalla terrazza si possono ammirare sia il parco del dominio di Vizille che la scalinata monumentale realizzata da François de Bonne de Créqui, nipote di François de Bonne de Lesdiguières. Sbucando sulla scalinata dei diritti dell'uomo e del cittadino, il percorso del visitatore può continuare verso sinistra o verso destra, obbligandolo a ritornare sui suoi passi nel caso della prima opzione per visitare l'altro lato.

#### A sinistra
Sulla sinistra, la sala del XIX secolo evoca attraverso i suoi quadri una visione della Rivoluzione più recente, come quella di Mélina Thomas del 1836, che rappresenta Charlotte Corday interrogata in prigione dopo aver assassinato Marat, o ancora il punto di vista britannico di Alfred Elmore, che nel 1860 dipinge Maria Antonietta d'Asburgo-Lorena di fronte alla « plebaglia », in Le Tuileries, 20 giugno 1792 (titolo originale Les Tuileries, 20 juin 1792). Sul tema de La Marsigliese troviamo il quadro Rouget de Lisle che compone la Marsigliese (titolo originale Rouget de Lisle composant la Marseillaise), realizzato nel 1875 da Auguste de Pinelli, e una copia del quadro di Isidore Pils, Rouget de Lisle che canta per la prima volta la Marsigliese (titolo originale Rouget de Lisle chantant pour la première fois la Marseillaise) dipinto nel 1890 dal pittore polacco Waléry Plauszewski · . 

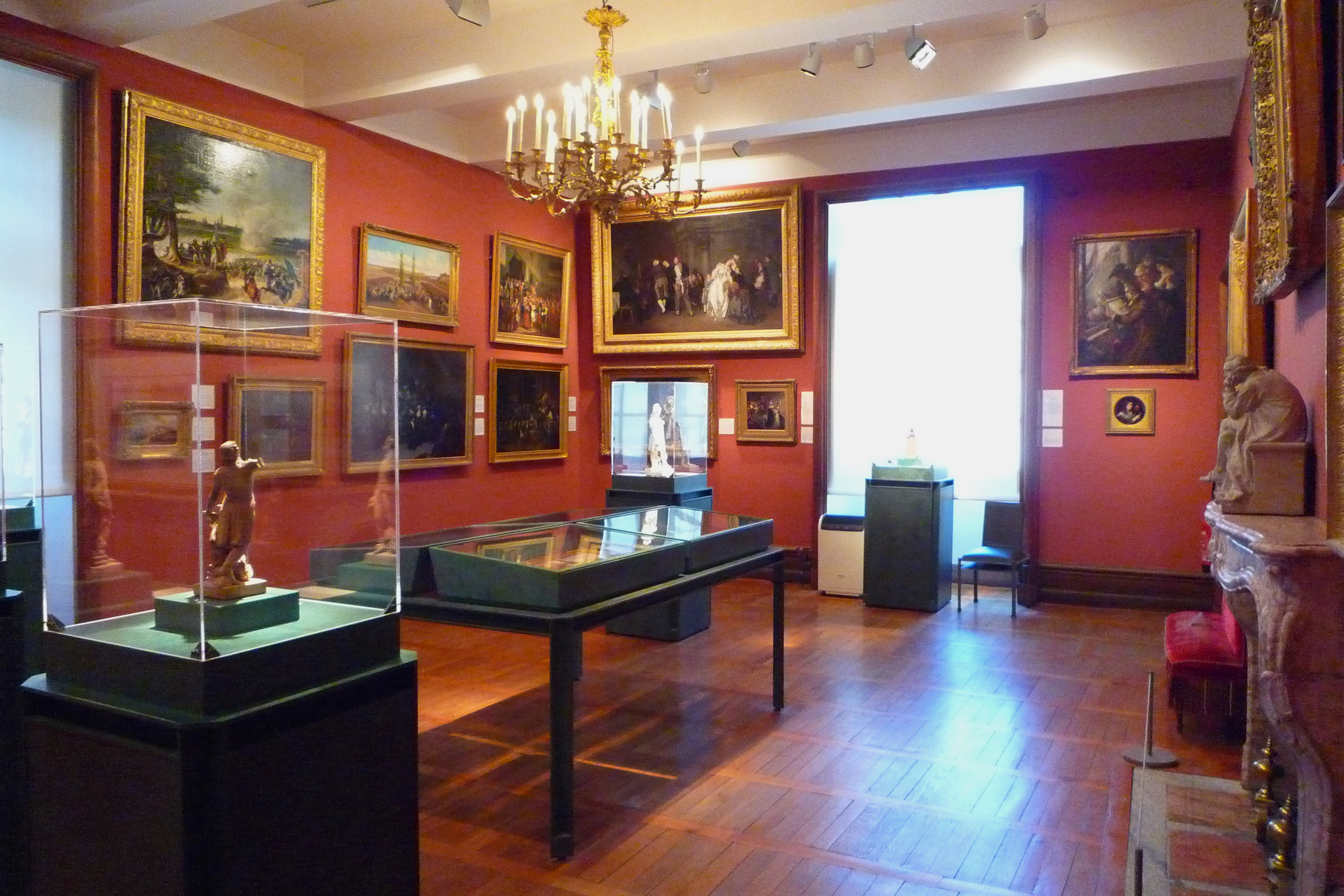
Sala del XIX secolo, al terzo piano.

Si trova inoltre in questa sala il quadro originale del pittore Jean-Emmanuel Van den Bussche del 1900 Il pittore David mentre disegna Maria Antonietta condotta al supplizio (titolo originale Le peintre David dessinant Marie-Antoinette conduite au supplice). In alto sulla parete, la sala accoglie il quadro Danton bacia il cadavere della sua donna (titolo originale Danton embrasse le cadavre de sa femme), realizzato nel 1893 da Joseph-Noël Sylvestre, nel quale il celebre avvocato bacia le spoglie appena esumate di Antoinette Gabrielle Danton, morta tragicamente mettendo al mondo il suo quarto figlio et interrata qualche giorno prima mentre il marito era in trasferta in Belgio. Vi troviamo anche uno dei rari quadri di artisti tedeschi del museo, con La separazione di Luigi XVI dalla sua famiglia al Tempio (titolo originale La Séparation de Louis XVI de sa famille au Temple) di Ernst Meisel del 1873, il quale ostenta teatralmente la separazione del monarca dalla famiglia reale alla prigione del Tempio il 26 settembre 1792. Questa tela è una delle rare opere in cui un Re di Francia sia rappresentato di spalle. Tuttavia, tra i numerosi quadri della sala, uno in particolare attira gli sguardi, poiché è dipinto a grisaille e quindi senza alcun colore. Esperto nell'uso di questa tecnica, il pittore Raymond Quinsac Monvoisin realizza Il 9 Termidoro (titolo originale Le 9 thermidor) quarantatré anni dopo lo svolgersi dei fatti. La scena si svolge un anno dopo l'instaurazione del Terrore in Francia, Robespierre e i suoi ultimi fedeli sono isolati al centro del quadro e presi di mira dagli altri deputati; sono messi sotto accusa il 27 luglio 1794, in una seduta particolarmente torbida della Convenzione nazionale, che mostra così anche la caduta di Robespierre. Dal punto di vista della statuaria, una vetrina conserva il Progetto di monumento per Danton (titolo originale Projet de monument à Danton), realizzato in cera nera nel 1888 dallo scultore Auguste Paris, il cui bronzo fu inaugurato tre anni dopo in piazza Henri-Mondor a Parigi. Sul camino è esposto un esemplare di bozzetto in gesso della statua di Lavoisier del 1886 di Jules Dalou, poi scolpita in pietra per il decoro del grande anfiteatro della Sorbona. Dalou è anche l'autore di un altro bozzetto in gesso, quello del Marchese di Mirabeau, databile intorno al 1883, studio per il Mirabeau che risponde a Dreux-Brézé (titolo originale Mirabeau répondant à Dreux-Brézé) del 1890, un altorilievo monumentale in bronzo conservato nella sala Casimir Perier del palazzo Borbone di Parigi. Il tema di questo altorilievo, nel quale Mirabeau risponde all'emissario del re Henri-Évrard de Dreux-Brézé « Andate a dire al vostro signore che noi siamo qui per volontà del Popolo, e che non ne usciremo se non con la forza delle baionette » (« Allez dire à votre maître que nous sommes ici par la volonté du peuple et que nous n'en sortirons que par la force des baïonnettes »), è ripreso nella stessa sala dalla stampa preparatoria di Alphonse Lamotte del 1889, così come da un olio su tavola del 1830 del giovane Paul Chenavard, allora ventitreenne.

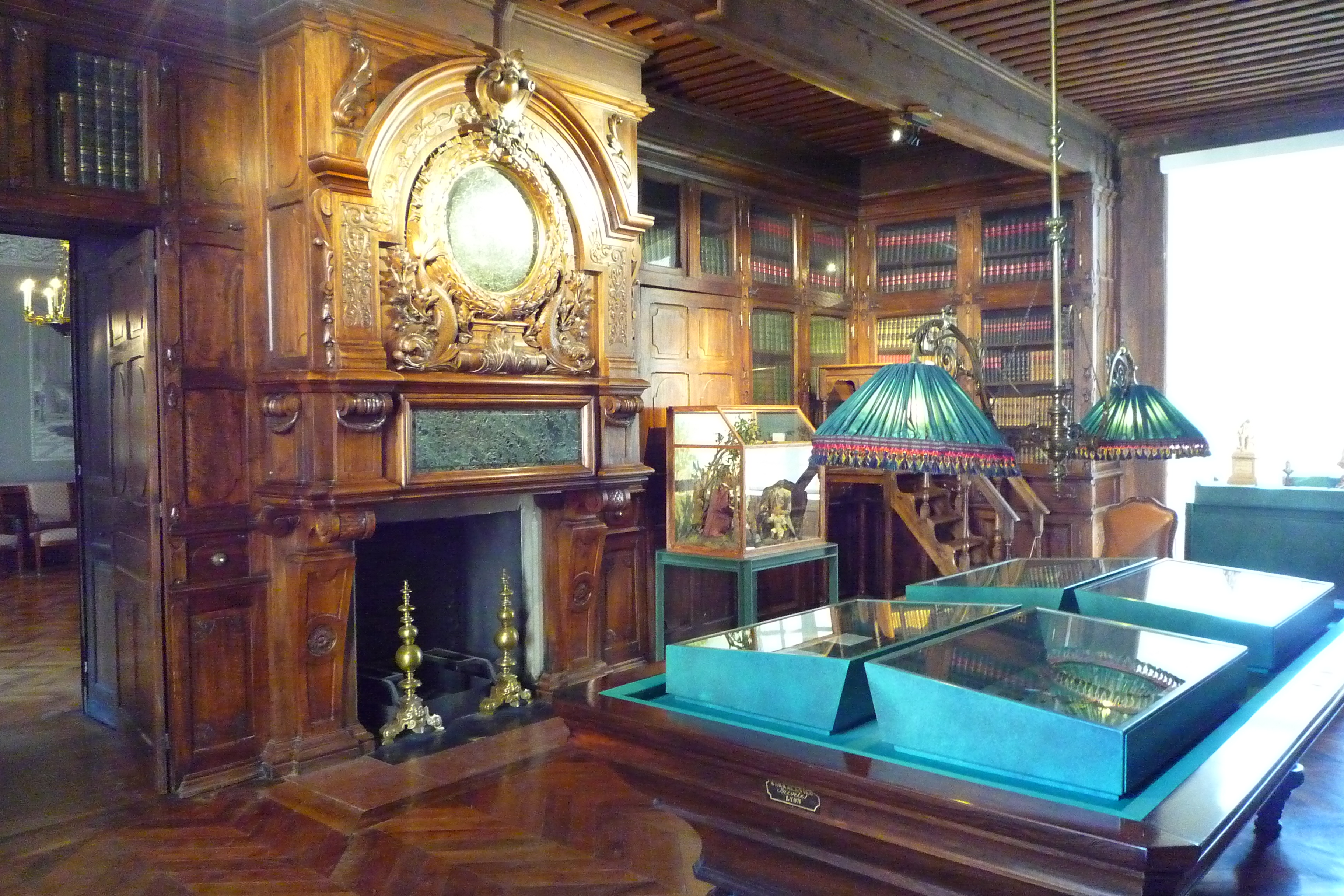
La biblioteca del castello, al terzo piano.

La visita prosegue attraversando un pianerottolo della scalinata centrale, la quale resta inaccessibile al pubblico. Sul pianerottolo è esposta un'ultima vittima del colpo di Stato del 9 termidoro, rappresentata in una statua di Jean Baffier del 1886: Louis Antoine de Saint-Just. Di fronte, scorrono brevi filmati sulla Rivoluzione realizzati agli esordi della cinematografia. Sono proiettati, tra gli altri, un estratto di una pellicola di Louis Lumière del 1897 su Marat e Robespierre, e una rappresentazione de La Marsigliese del 1912 della società Gaumont. La sala successiva, ornata di boiserie e allestita nel 1880 circa, è la biblioteca contenente una collezione di 4 000 opere, provenienti da acquisizioni del XVIII secolo fatte della famiglia Perier, o dallo Stato francese nel periodo in cui il castello era residenza presidenziale. Questa biblioteca è visitabile in concomitanza con le sale del castello, ma la consultazione delle opere è possibile solo su appuntamento. Al centro della biblioteca, una collezione di medaglie del XVIII secolo è disposta in bella mostra su un tavolo da biliardo, affiancato da una teca delle cere, realizzata intorno al 1792 e contenente le cere policrome dei tre padri della Rivoluzione (Franklin, Voltaire e Rousseau) nei Campi Elisi. La sala della biblioteca è inoltre corredata di svariati piccoli busti di filosofi d'antan e da una statua in terracotta di Jean-Jacques Rousseau, attribuita a Martin-Claude Monot.
Si prosegue nella sala di Psiche, così chiamata in riferimento ai suoi decori murali a sfondo mitologico, la quale contiene piccoli oggetti, soprammobili, miniature e busti. Vi si trovano il medaglione in porcellana di Benjamin Franklin, confezionato nel 1778 dalla manufacture nationale de Sèvres, e ritrattini di deputati. La mensola del camino supporta un oggetto tipicamente rivoluzionario: si tratta di una pendola decimale dorata, che conta cento secondi al minuto, cento minuti all'ora e dieci ore nell'arco della giornata.  Questa sala contiene anche il busto di Antoinette Gabrielle Danton, che richiama il quadro della sua tragica morte esposto nella sala precedente del XIX secolo.

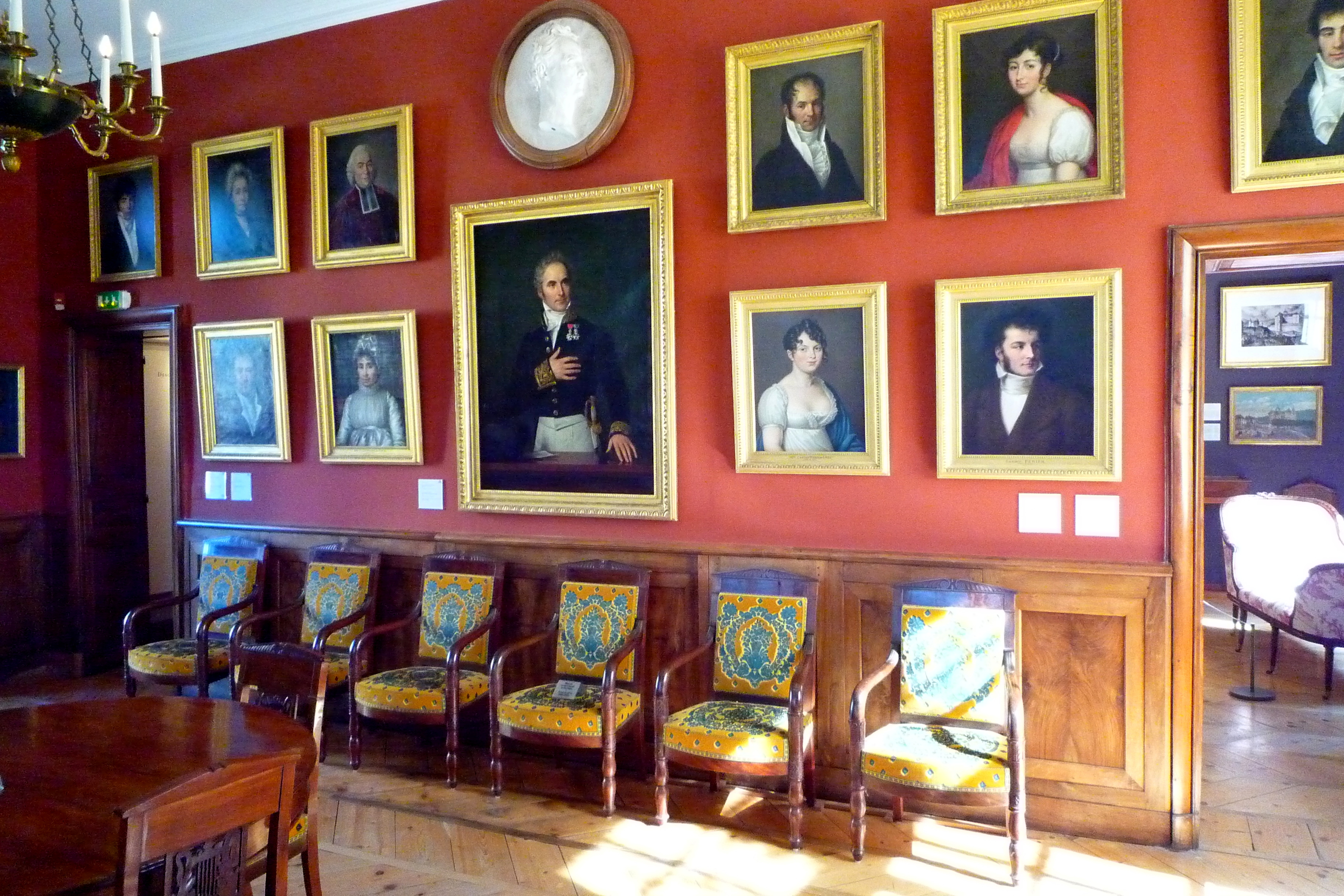
La sala Perier, al terzo piano.

La sala seguente è dedicata al centenario della Rivoluzione francese, ed evoca in particolare l'inaugurazione del monumento celebrativo dell'anniversario posto davanti all'entrata del dominio, la Marianne. Vi si ritrova la lista dei presidenti della Repubblica che hanno soggiornato a Vizille, accompagnati talvolta da personalità di rilievo quali il vietnamita Bảo Đại, ma anche un frammento del panorama della Storia del secolo, realizzato nel 1888 da Henri Gervex e Alfred Stevens in occasione dell'Esposizione universale di Parigi del 1889, sulla festa della Federazione. Un busto di marmo bianco dell'allora presidente della Repubblica Jean Casimir-Perier, opera del 1894 dell'artista Alfred Boucher, annuncia le due sale seguenti.
La sala Perier, con il suo mobilio d'epoca, è dedicata ai ritratti dei membri della famiglia Perier, la quale aveva installato la manifattura di stampa tessile nel castello di cui era proprietaria dal 1780 al 1895. Tra di essi emerge la figura di Jean Casimir-Perier, divenuto il sesto presidente della repubblica francese il 27 giugno 1894.

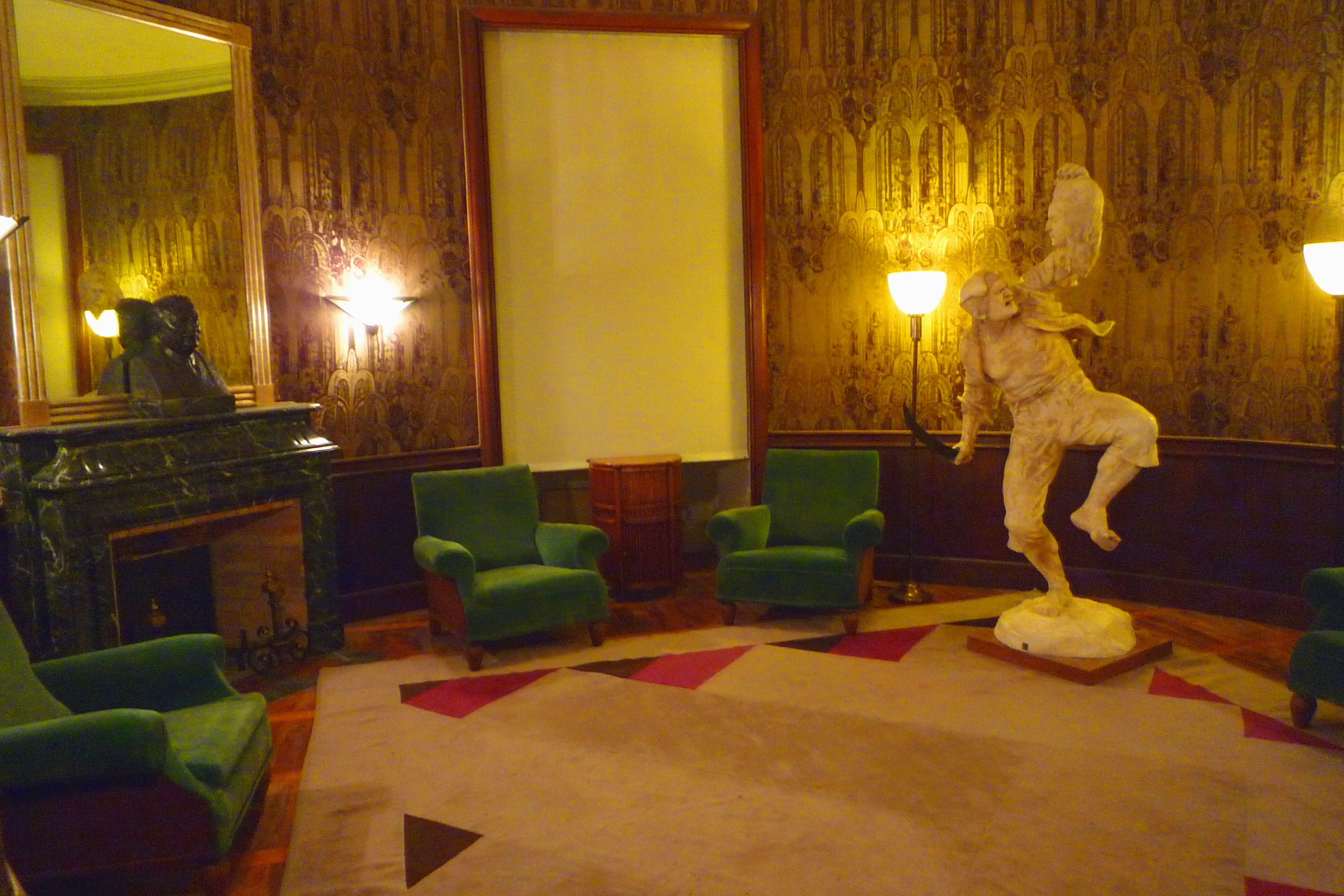
Sala dei presidenti, al terzo piano.

La sala della stamperia, rinnovata nel maggio 2013, contiene qualche campione di seta e cotone stampato, e mobili rivestiti di questi stessi tessuti. Si trova in questa sala un ritratto di papa Pio VI del pittore italiano Pompeo Batoni, a ricordo del passaggio del pontefice in questi luoghi e del segno lasciato sul pontificato dalle vicende della Rivoluzione francese. Vi si trova anche il quadro realistico della Battaglia di Bagneux, 13 ottobre 1870 (titolo originale Combat de Bagneux, 13 octobre 1870) eseguito da Lucien-Pierre Sergent nel 1874, a fianco a diverse incisioni e pitture del castello nel XIX secolo, tra le quali una tela dipinta da Andry-Farcy all'inizio degli anni 1910, qualche anno prima di diventare conservatore del museo di Grenoble. Un quadro del 1863 del pittore grenoblese Diodore Rahoult descrive Il processo fatto a Auguste Casimir-Perier (titolo originale Le Procès fait à Auguste Casimir-Perier), accusato del delitto di istigazione all'odio e disprezzo del governo in un articolo del giornale L'Impartial Dauphinois. Per colpa di quest'accusa non poté vincere le elezioni legislative del 1863 ma, poco dopo queste ultime, la corte l'assolse con acclamazione popolare. In quest'opera l'artista ha raffigurato anche se stesso tra il pubblico che assiste al processo.
Infine, terminando la visita del lato sinistro del terzo piano, un trombinoscopio di tutti i successivi presidenti della Repubblica annuncia la sala dei presidenti, inglobata in una torre del castello e sontuosamente decorata, la quale permette una fruizione parziale, essendo l'accesso vietato e la visione limitata a partire dalla soglia della porta. Vi si nota sul lato sinistro il busto del presidente Gaston Doumergue, il primo ad aver soggiornato a Vizille nel 1925. Ma l'attenzione è catturata dalla scultura in gesso di Charles Richefeu del 1923, intitolata La Carmagnola (titolo originale La Carmagnole), che denuncia la spietatezza della Rivoluzione con la figura di un sanculotto immortalato in un gesto scomposto, il volto sconvolto e una gamba levata, mentre impugna una roncola nella mano destra e brandisce una testa umana nella sinistra. La scultura allude alla morte crudele di Maria Teresa Luisa di Savoia-Carignano nelle strade di Parigi, il 3 settembre 1792.

#### A destra

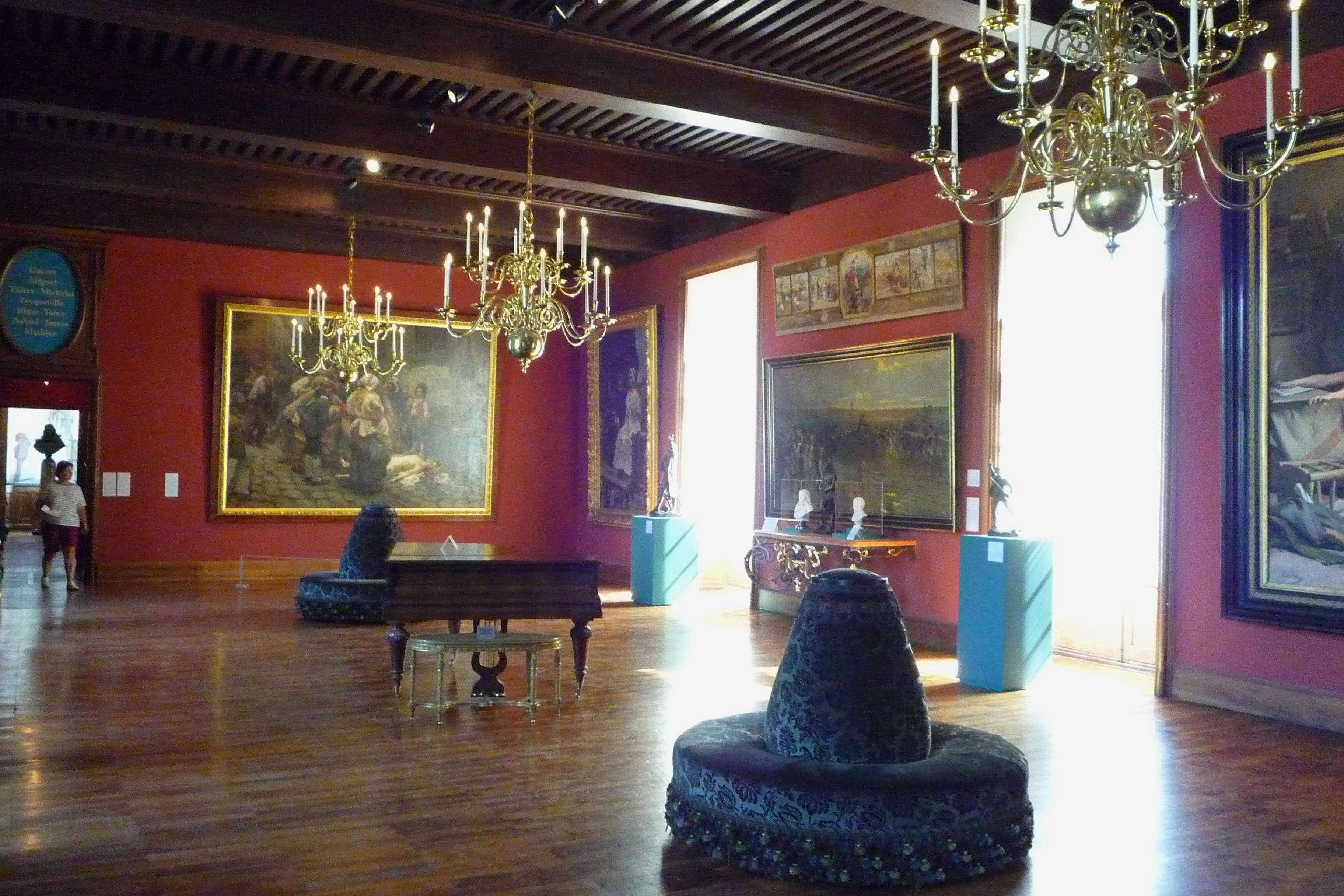
Galleria del XIX secolo, al terzo piano.

Lasciando la scalinata dei diritti dell'uomo e del cittadino, e prendendo verso destra, si entra nella vasta galleria del XIX secolo, che raccoglie dipinti di grandi dimensioni realizzati nella prima parte del secolo, quali la tela in cui Élizabeth Cazotte salva la vita a suo padre nella prigione dell'Abbaye, il 23 settembre 1792 (titolo originale Élizabeth Cazotte sauve la vie de son père à la prison de l'Abbaye, 23 septembre 1792) opera del 1835 di Claude-Noël Thévenin, o le Scene di barricate, il 29 luglio, in piazza del Palazzo reale (titolo originale Scènes de barricades, le 29 juillet, place du Palais Royal), realizzata nel 1830 da Philibert Rouvière, o ancora opere di altri pittori della fine del XIX secolo, quali Maria Antonietta si reca al supplizio (titolo originale Marie-Antoinette se rendant au supplice), dipinta da François Flameng nel 1885, Charlotte Corday et Marat realizzata nel 1880 da Jules-Charles Aviat, o il quadro di Alfred Loudet Marat, con Robespierre, Danton e Marat riuniti nell'appartamento di quest'ultimo, del 1882. Tuttavia, la sala contiene anche opere minori, come il busto del giovane tamburino dell'esercito rivoluzionario repubblicano Joseph Bara, caduto in un'imboscata nella guerra di Vandea all'età di 14 anni, gridando « Viva la Repubblica ». Ritroviamo questo giovane martire della Rivoluzione francese due piani sotto, nella grande sala della Repubblica, in cui l'opera incompiuta di Jacques-Louis David, La morte del giovane Barra (titolo originale La Mort du jeune Bara), è stata ripresa nel 1794 da uno dei suoi allievi.

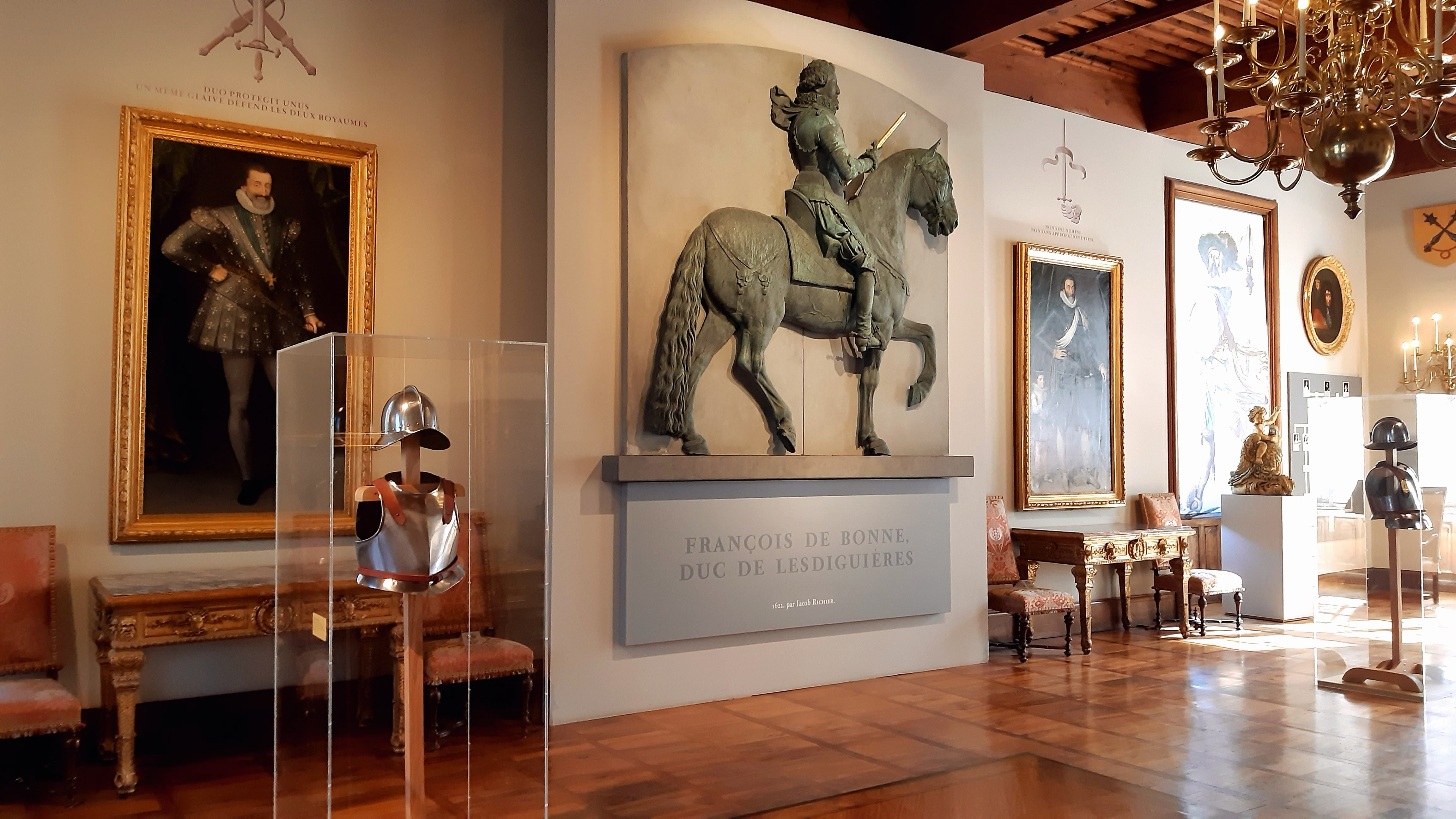
Jacob Richier, François de Bonne, bassorilievo in bronzo esposto nella sala Lesdiguières, al terzo piano.

La sala seguente, al termine della visita, è dedicata al costruttore del castello, François de Bonne de Lesdiguières, grande amico del re Enrico IV di Borbone. È il 28 giugno 1593 quando acquista la proprietà, allora dominata dall'antico castello feudale dei conti d'Albon, arroccato su di uno sperone roccioso e costruito nei pressi del luogo in cui sorgerà il suo castello. La costruzione procede tra il 1600 e il 1619, sotto la direzione dell'architetto Pierre La Cuisse fino al 1617, e poi sotto quella di Guillaume Le Moyne. Nella sala Lesdiguière si ritrova la sua genealogia completa, così come i busti e i quadri legati alla storia di questa dinastia. Tra le opere compaiono il ritratto di Marie Vignon, la sua seconda sposa, e alcuni quadri delle imprese di Lesdiguières, come l'Assedio e presa di Cavour (titolo originale Siège et la prise de Cavour) o la Disfatta tedesca in Provenza (titolo originale Défaite d'Allemaigne en Provence) nel 1592. La presenza di un ritratto di Enrico IV sollecita il ricordo della galleria delle battaglie, nell'ala del castello distrutta nel primo incendio del 1825. Questa galleria, lunga 50 metri e alta 5, illuminata da nove finestre da ciascun lato, era la sala di rappresentanza del castello, ed ospitava due serie di nove quadri di battaglie, di cui otto commissionate al pittore fiammingo Antoine Sallaert nel 1611. Le battaglie di Lesdiguières erano disposte da un lato e quelle di Enrico IV dall'altro, ad esse si aggiungevano tre ritratti di Enrico IV e di Caterina de' Medici. Sciaguratamente l'incendio del 1825 ne ha distrutto la maggior parte.
Di fronte al camino, un bassorilievo in bronzo dello scultore Jacob Richier rappresenta un ritratto a cavallo di François de Bonne, primo duca di Lesdiguières nonché ultimo connestabile di Francia sotto Luigi XIII, che impugna il suo bastone da Maresciallo. Questo bassorilievo equestre di Lesdiguières, datato 1622, si trovava in origine sul portale d'entrata della corte d'onore, sulle mura di cinta del dominio. Unico bronzo equestre anteriore alla Rivoluzione francese che si sia conservato in Francia, si tratta anche dell'unica opera d'arte del castello che fino agli anni 2000 fosse ancora posta all'esterno del castello fin dalla sua creazione, prima di essere trasferita all'interno del museo e sostituita da una copia in situ.

## Centro di documentazione

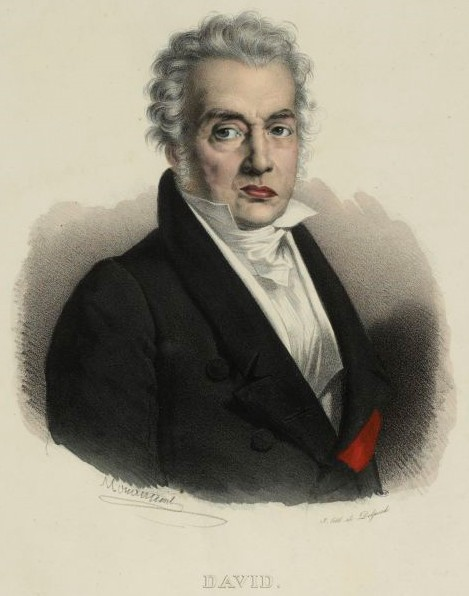
François Delpech, stampa del pittore Jacques-Louis David.

Il centro di documentazione - biblioteca Albert Soboul mette a disposizione dei ricercatori e degli studenti un importante fondo patrimoniale e una documentazione spesso rara relativa all'arte e alla storia della Rivoluzione francese. Creato nel giugno del 1982, poco prima dell'apertura del museo, occupa dal 2001 due piani dell'ala nord del museo. Oltre a qualche busto e quadro di personaggi famosi dell'epoca rivoluzionaria a corredo dei suoi locali, racchiude la più importante documentazione consacrata ai differenti aspetti della storia della Rivoluzione francese, della creazione artistica e delle trasformazioni culturali in Europa, dall'epoca dei Lumi al Romanticismo.
I fondi, ricchi di 27 000 titoli di cui 20 000 di storia, 3 000 di storia dell'arte e 4 000 opere pubblicate tra il 1750 e il 1810, sono in gran parte costituiti di depositi, legati e doni delle biblioteche di celebri storici della Rivoluzione francese. Parallelamente, nuove acquisizioni sono compiute regolarmente nei saloni del mondo intero. Una riserva di 4500 stampe precedenti il 1805 costituisce il vero e proprio tesoro del centro, conservato a temperatura costante nell'oscurità.
Dal giugno 2005, il centro di documentazione - biblioteca è intitolato ad Albert Soboul, il cui insegnamento e le cui pubblicazioni hanno profondamente marcato la disciplina; Soboul era anche stato eletto presidente del consiglio scientifico del museo il 23 giugno 1982, meno di tre mesi prima del suo decesso. La sua biblioteca di lavoro personale ha costituito il primo fondo del centro, fondo che si è in seguito sviluppato con le biblioteche di lavoro dei grandi storici Jacques Godechot, Jean-René Suratteau e Roger Barny, donate dalle loro famiglie. Il centro di documentazione - biblioteca Albert Soboul è oggi un luogo imprescindibile per gli studi rivoluzionari, frequentato da ricercatori di tutto il mondo che possono beneficiare di una struttura di accoglienza e di un alloggio all'interno del dominio. Questo centro fa ugualmente parte della rete di biblioteche associate alla biblioteca municipale di Grenoble.

## Colloqui internazionali
Dalla sua inaugurazione nel 1984 e a margine della sua attività, il museo organizza quasi ogni anno seminari internazionali intorno al tema della Rivoluzione francese. Spesso associati alla presenza di universitari venuti da ogni parte del mondo, questi colloqui si svolgono nel dominio di Vizille o al campus universitario di Grenoble e possono avere per tema un personaggio, come il filosofo Gabriel Bonnot de Mably nel giugno 1991, o temi più vasti come negli ultimi anni, per esempio La Repubblica in viaggio (1770-1830) (La République en voyage (1770-1830)) del 2010; Mitologie contemporanee, Rivoluzione francese e culture popolari nel mondo di oggi (Mythologies contemporaines, Révolution française et cultures populaires dans le monde aujourd'hui), nel 2012; Ritorno sulla ceramica rivoluzionaria (Retours sur la céramique révolutionnaire) nel 2013 ; La Rivoluzione francese 25 anni dopo il bicentenario del 1789 (La Révolution française 25 ans après le bicentenaire de 1789) nel 2014; Collezionare la Rivoluzione francese (Collectionner la Révolution française) nel 2015; Il secolo dei Lesdiguières. Territori, arti e splendore nobiliare nel XVII secolo (Le siècle des Lesdiguières, Territoires, Arts et rayonnement nobiliaire au XVIIe siècle) nel 2017; Cosmopolitismo e patriottismo ai tempi delle rivoluzioni ( Cosmopolitismes et patriotismes au temps des Révolutions ) nel 2019.

## Politica delle acquisizioni
Fin dalla sua istituzione, il museo della Rivoluzione francese ha potuto acquisire nuove opere, grazie al sostegno del fondo regionale per l'acquisizione dei musei del Rodano-Alpi. Il museo cerca regolarmente di espandere le sue collezioni, principalmente con quadri, ma senza tralasciare oggetti quali busti e piatti decorati. L'associazione culturale fondata il 7 giugno 1993 per sostenere le attività del museo e partecipare all'arricchimento delle sue collezioni ha sede nel museo stesso e porta nome emblematico di « Les amis du domaine de Vizille ».

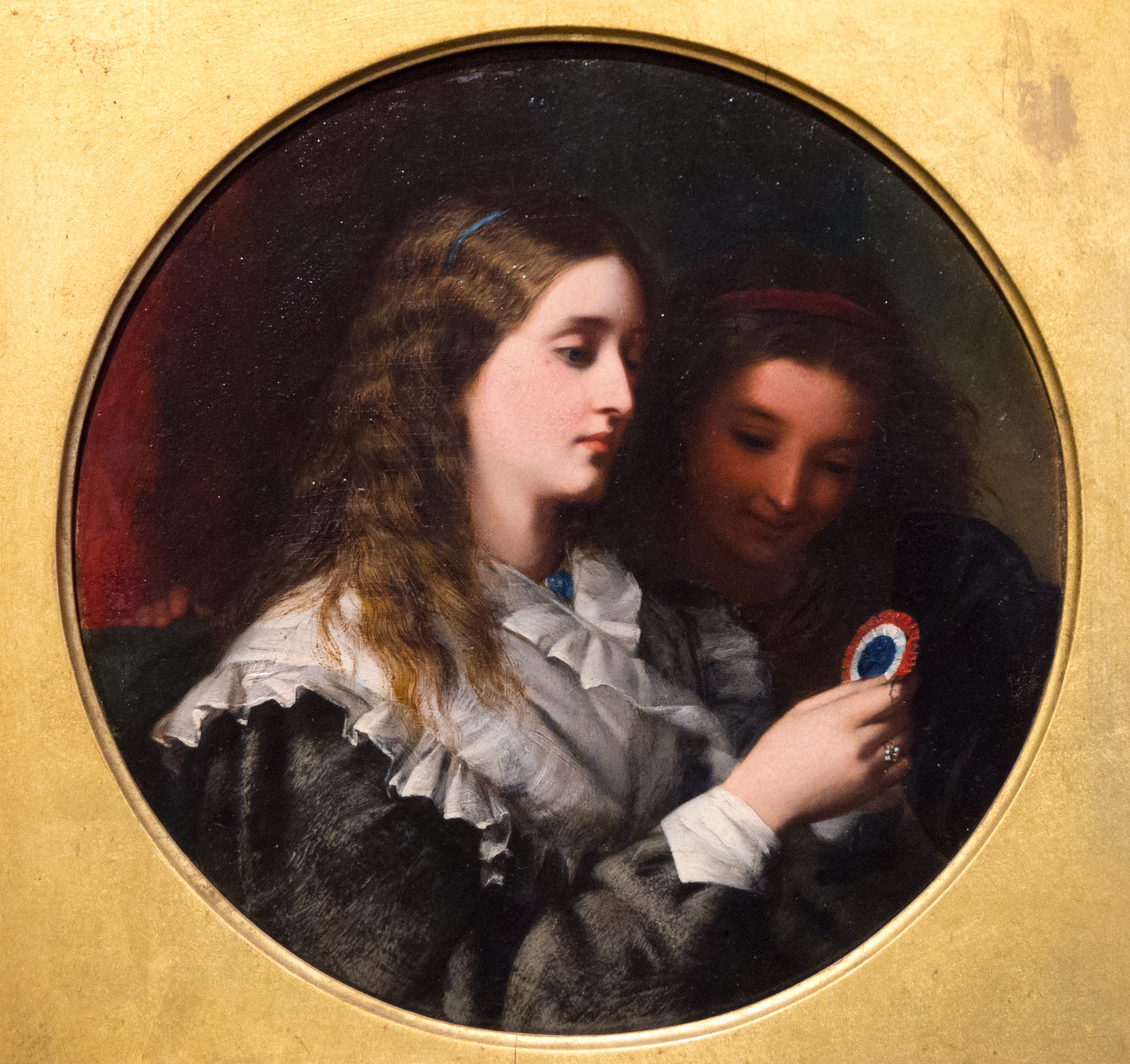
William James Grant, La coccarda (La Cocarde) del 1860. Duplice ritratto di Joséphine de Beauharnais e di sua figlia Hortense.

Nel 2008, è grazie alla banca di Vizille che il museo acquista l'opera di Pierre-Narcisse Guérin del 1799 circa, Il ritorno di Marcus Sestus (titolo originale Le Retour de Marcus Sextus), variante ridotta in carta trasposta su tela con la tecnica del marouflage. Nel 2014, il museo acquisisce una pendola decimale in funzione dal novembre del 1793 all'aprile del 1795. Nel 2015, è la volta di un quadro del pittore Augusto Nicodemo del 1794, rappresentante il giovane Luigi Carlo di Borbone davanti alla tomba di suo padre. Nel settembre del 2016, il museo accoglie tra le sue collezioni La Repubblica francese (La République française) del pittore Jean-Baptiste Wicar. Ritrovato nel 2015 in Italia, luogo di creazione del quadro, quest'olio su tela del 1793 oggetto di una campagna di finanziamento è la prima rappresentazione dipinta nota della Repubblica francese.
Il museo si prefigge inoltre di acquisire opere di artisti inglesi quali Robespierre riceve le lettere degli amici delle sue vittime che minacciano di assassinarlo (titolo originale Robespierre recevant des lettres d'amis de ses victimes menaçant de l'assassiner), un quadro del 1863 di William Henry Fisk, aggiunto alla collezione nel 2009, in cui troviamo un Robespierre a casa sua, seduto con i piedi su una sedia. Il 2010 è la volta dell'acquisto di un quadro di William James Grant del 1860, ritratto di Joséphine de Beauharnais e sua figlia Hortense graziosamente intente a osservare una coccarda tricolore.
Nel 2017, grazie al fondo regionale per l'acquisizione dei musei dell'Alvernia-Rodano-Alpi, il museo accoglie l'autoritratto di una pittrice francese, Marie-Nicole Dumont, un quadro presentato in occasione del Salon del 1793. Inoltre, tra le acquisizioni del 2017 figura una collezione di oltre 200 riviste illustrate e stampe olandesi degli anni 1790-1800. Lo stesso anno, l'associazione « Les amis du domaine de Vizille » offre al museo una importante collezione filatelica relativa al bicentenario della Rivoluzione francese.

## Esposizioni temporanee
Ogni anno, una grande esposizione è organizzata al museo, per renderlo sempre più un polo di attrazione della vita artistica e culturale della regione. In occasione del bicentenario della Rivoluzione, dal 24 maggio al 31 luglio 1989, il museo è stato la quarta tappa della mostra Caricatura francese e Rivoluzione francese, 1789-1799 (French Caricature and the French Revolution, 1789-1799), organizzata dall'Università della California di Los Angeles e dalla Biblioteca nazionale di Francia. Le precedenti tappe della mostra sono state Los Angeles, New York e Parigi.
La sala delle esposizioni temporanee è situata al secondo piano del museo ed ha accolto:
- 2021: La Marsigliese, inno nazionale[66]
- 2019: L'art et la matière
- 2019: Un peuple et sa Révolution (fumetto)
- 2018: Heurs et malheurs de Louis XVII, arrêt sur images (in corso)
- 2017: La Splendeur des Lesdiguières - le Domaine de Vizille au XVIIe siècle
- 2016: Figures de l'exil sous la Révolution, de Bélisaire à Marcus Sextus

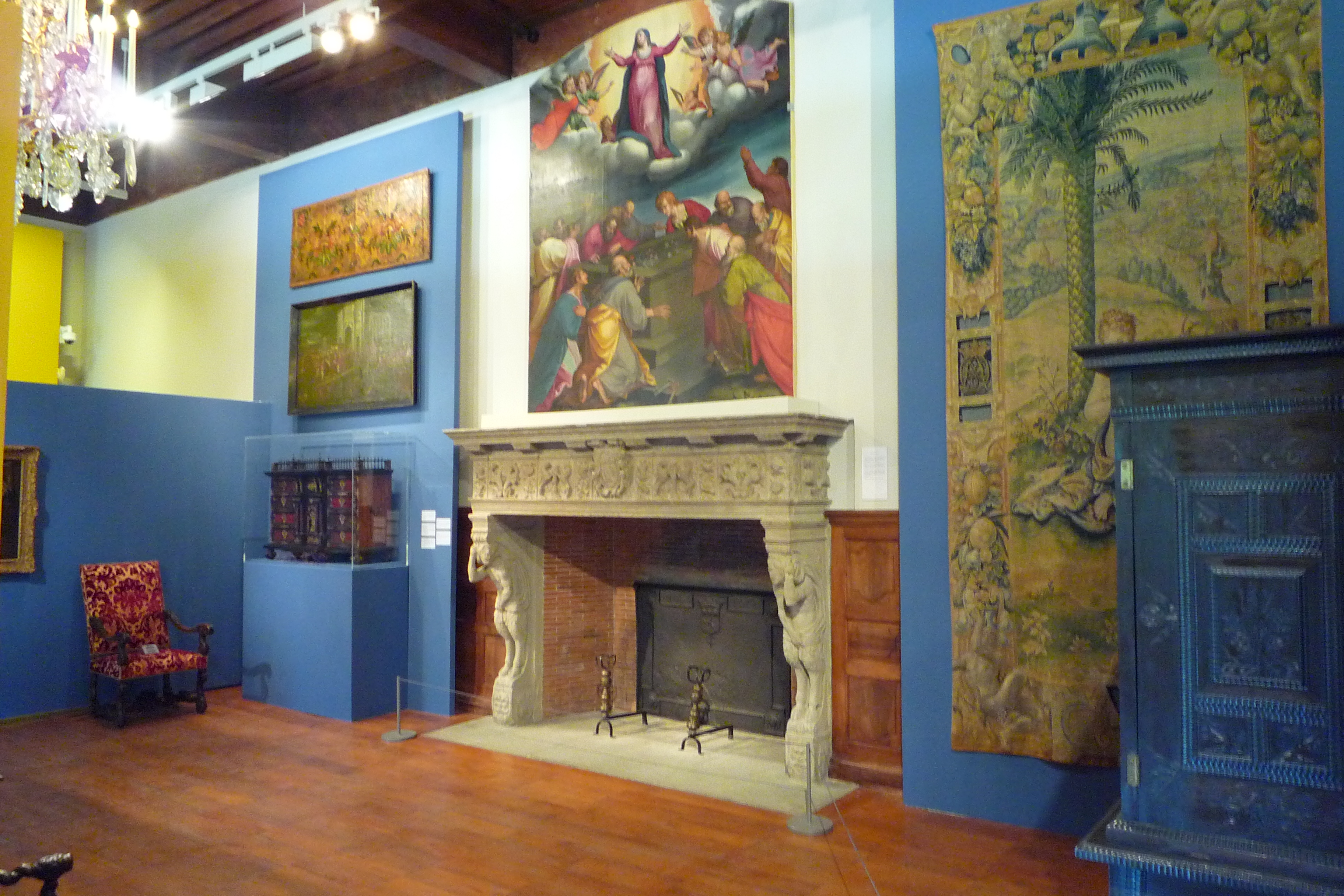
Il grande camino della sala delle esposizioni temporanee durante la mostra Lesdiguières nel 2017.

- 2015: Rencontre avec Napoléon, un empereur à cheval pour la postérité
- 2014: Face à face, Laneuville et Martin de Grenoble[67]
- 2013: Culture populaire et Révolution française. XXe et XXIe siècles
- 2012: L'hommage de la Révolution française à Jean-Jacques Rousseau
- 2012: Un décor pour la République le château de Vizille dans les années 1920 et 1930
- 2011: Estampes et Révolution, 200 ans après. Une commande du bicentenaire
- 2010: Représenter la Révolution. Les Dix-Août de Jacques Bertaux et François Gérard
- 2009: Corday contre Marat. Les discordes de l'histoire
- 2009: Vingt ans après le bicentenaire de la Révolution en Dauphiné. Honneger, Le Gac, Lohse, Paolini. Quatre artistes contemporains au service d'une célébration (1986-1988)
- 2009 : Dessiner la Révolution. Acquisition d'arts graphiques depuis 1995
- 2008 : La Révolution par le dessin. Les dessins préparatoires aux gravures des « Tableaux historiques de la Révolution française », 1789-1802
- 2008 : Sur les pas de l'abbé Raynal
- 2007 : Patriotes en scène. Le Théâtre de la République 1790-1799
- 2006 : Peintures d'Alexandre Debelle, 1840 à 1889. Le Dauphiné dans l'histoire de France
- 2005 : Le Portrait de Lally-Tollendal: un chef-d’œuvre du musée
- 2004 : Le triomphe de Lesdiguières
- 2003 : Les représentations de Marianne, de 1792 à nos jours
- 2003 : Le château de Vizille au temps des Perier, 1780-1895
- 2002 : Les Tableaux historiques de la Révolution française
- 2002 : La République dans ses murs. Les Présidents au château de Vizille, 1925-1960
- 2001 : Sigmar Polke et la Révolution française, organizzato con Guy Tosatto[68]
- 2000 : Jacques Réattu sous le signe de la Révolution
- 2000 : Eleonora, oratorio drammatico di Roberto De Simone: disegni, bozetti, costume, foto
- 1999 : Hommage à Jean Gabriel Marchand. Scènes de la vie militaire pendant la Révolution
- 1998 : Mémoires du XVIIIe siècle
- 1998 : L'aigle à deux têtes. Vu par Raymond Voinquel au château de Vizille
- 1997 : Les paysages de la Liberté: Campagne d'Italie 1795-1797, Album de dessins & aquarelles de Giuseppe Pietro Bagetti
- 1996 : Lucius Junius Brutus, l'Antiquité et la Révolution française
- 1990 : (EN)  The French Revolution
- 1989 : La Révolution liégeoise de 1789
- 1989 : French Caricature and the French Revolution, 1789-1799
- 1988 : Les enjeux culturels à la veille de la Révolution
- 1987 : Aux armes citoyens! Les sabres à emblèmes de la Révolution
- 1987 : La Guillotine dans la Révolution[69]
- 1986 : Droits de l'Homme et conquête des Libertés[70]
- 1984 : Une dynastie bourgeoise dans la Révolution : les Perier

## Frequentazione
L'entrata al museo della Rivoluzione francese è gratuita per tutti, ma visite guidate a pagamento sono organizzate la prima domenica di ogni mese. Delle audioguide sono a disposizione del pubblico in cinque lingue (francese, inglese, italiano, spagnolo e tedesco). Eventualmente si può preparare la visita scorrendo la visita virtuale delle sale, accessibile dal sito internet del museo.
| 2004   | 2005     | 2006    | 2007    | 2008    | 2009     | 2010    | 2011    | 2012    | 2013    | 2014    | 2015    | 2016    | 2017     | 2018   | 2019   |
| ------ | -------- | ------- | ------- | ------- | -------- | ------- | ------- | ------- | ------- | ------- | ------- | ------- | -------- | ------ | ------ |
| 72 647 | 54 534   | 52 284  | 49 473  | 52 976  | 58 800   | 54 584  | 57 077  | 57 248  | 60 716  | 62 783  | 64 038  | 58 016  | 70 002   | 69 610 | 68 794 |
|        | - 24,9 % | - 4,1 % | - 5,4 % | + 7,0 % | + 11,0 % | - 7,2 % | + 4,6 % | + 0,3 % | + 6,0 % | + 3,4 % | + 2,0 % | - 9,4 % | + 20,7 % | - 0,56 | - 1,1  |

L'evoluzione della frequentazione dipende in parte dal successo delle esposizioni temporanee.

## Alcune opere

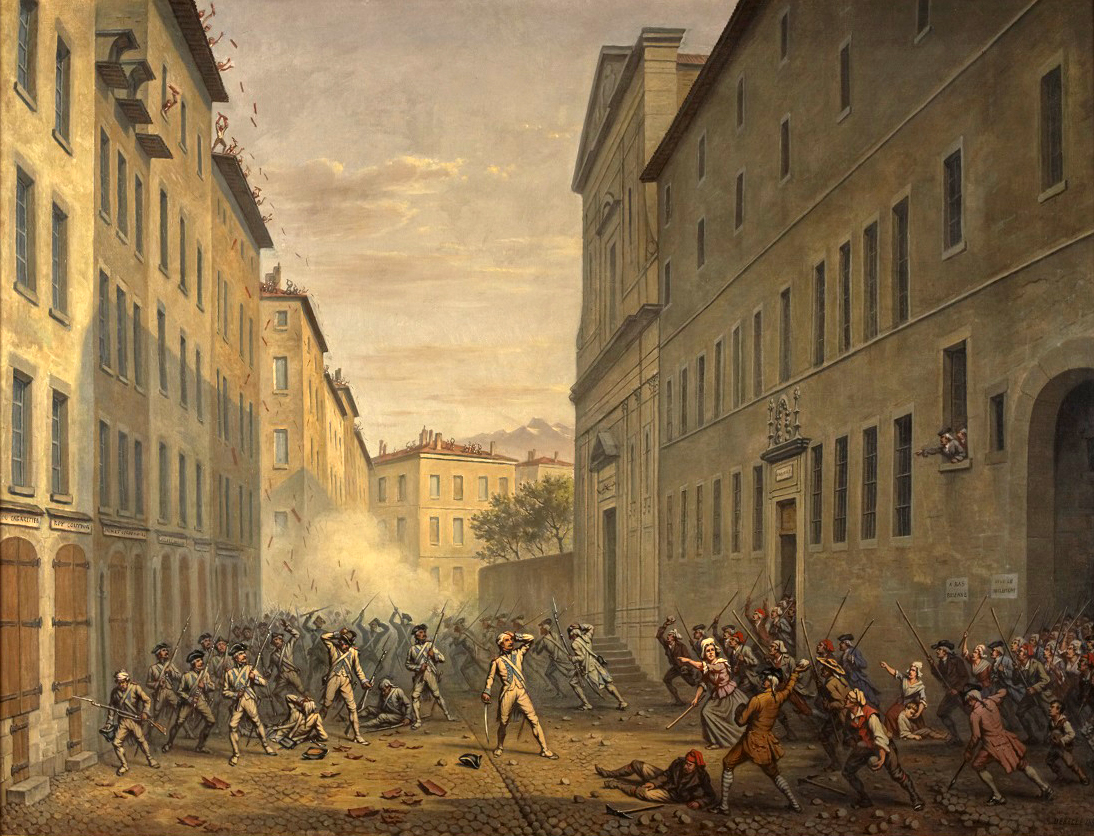
Alexandre Debelle, Journée des Tuiles.
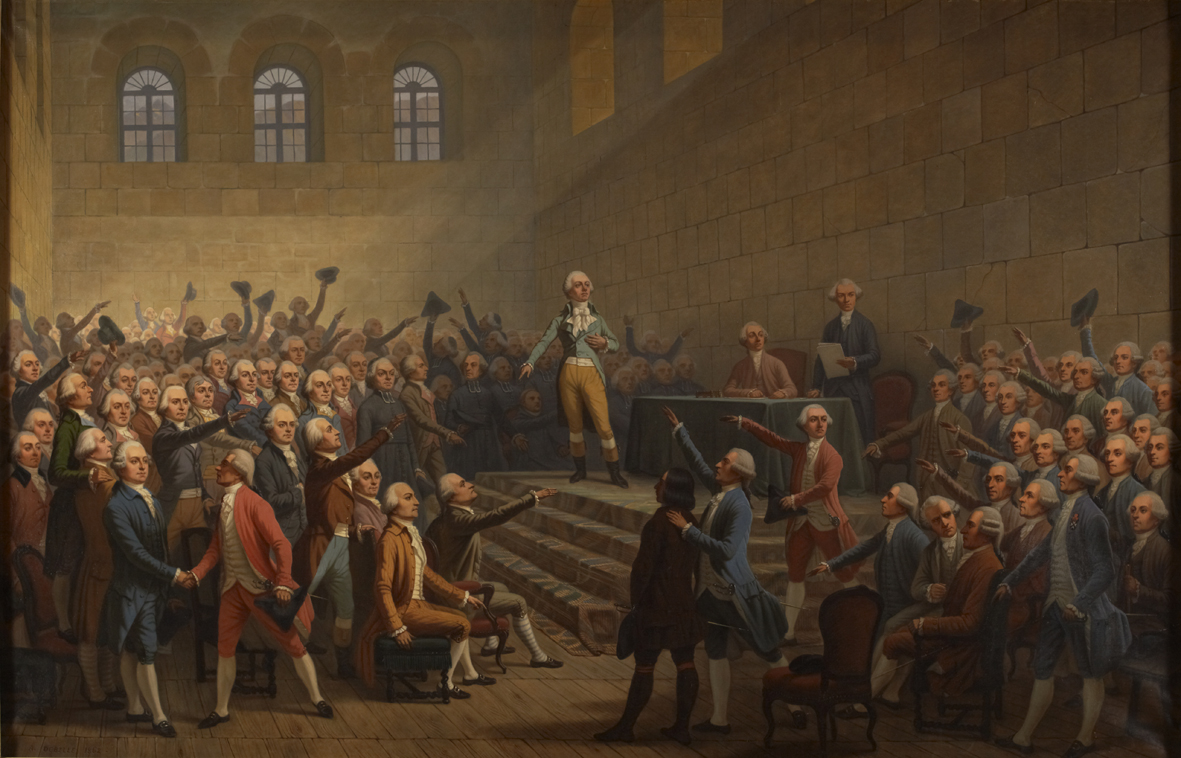
Alexandre Debelle, Assemblée des Trois ordres du Dauphiné.
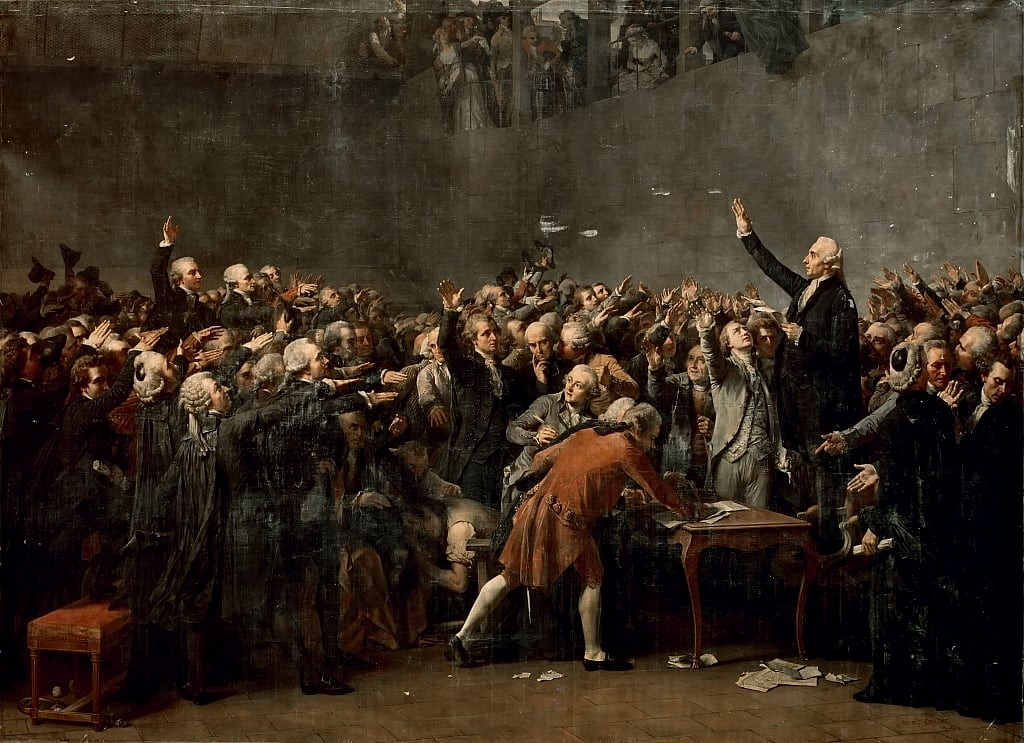
Auguste Couder, Le Serment du jeu de paume.
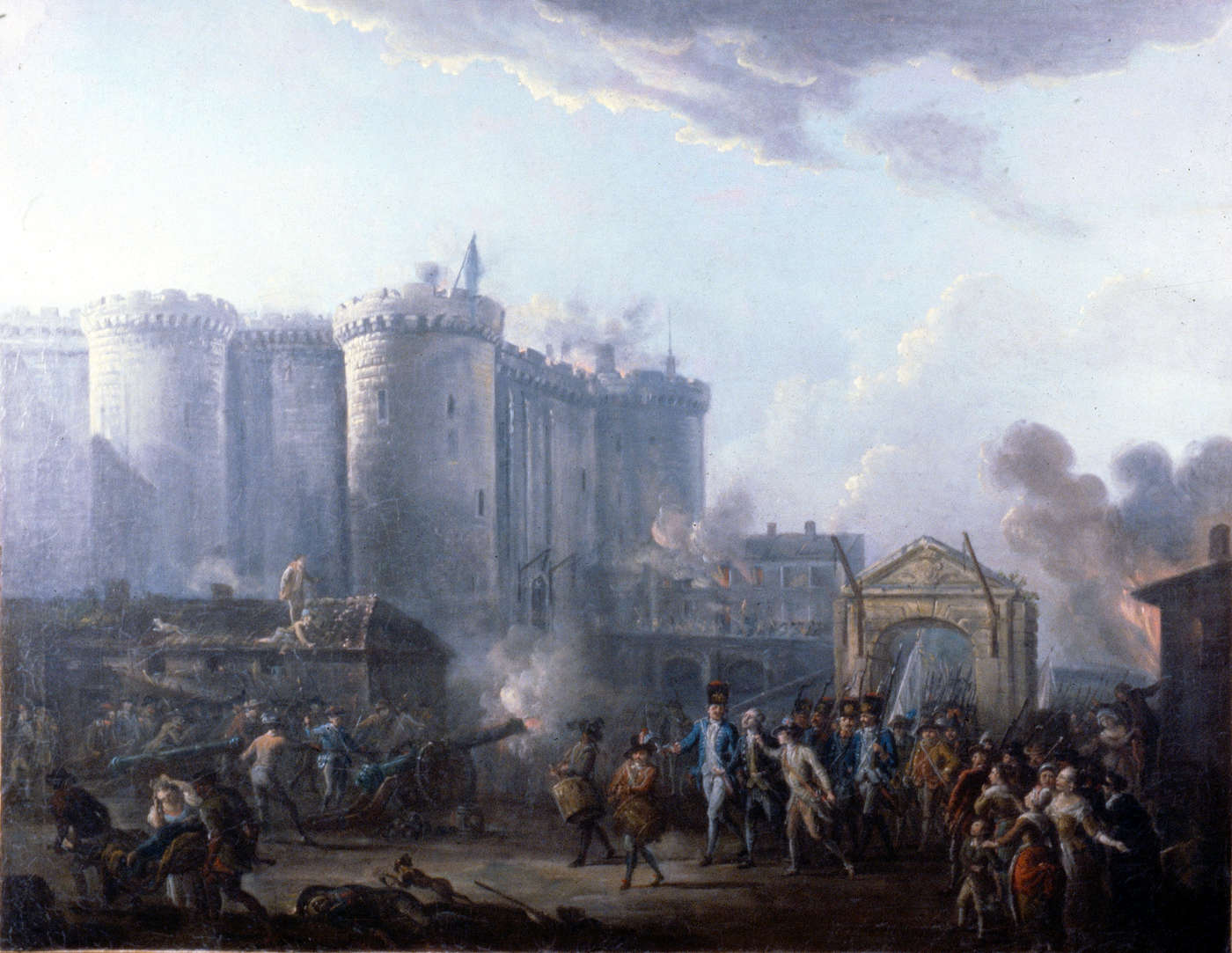
Jean-Baptiste Lallemand, Arrestation du gouverneur de la Bastille le 14 juillet 1789.

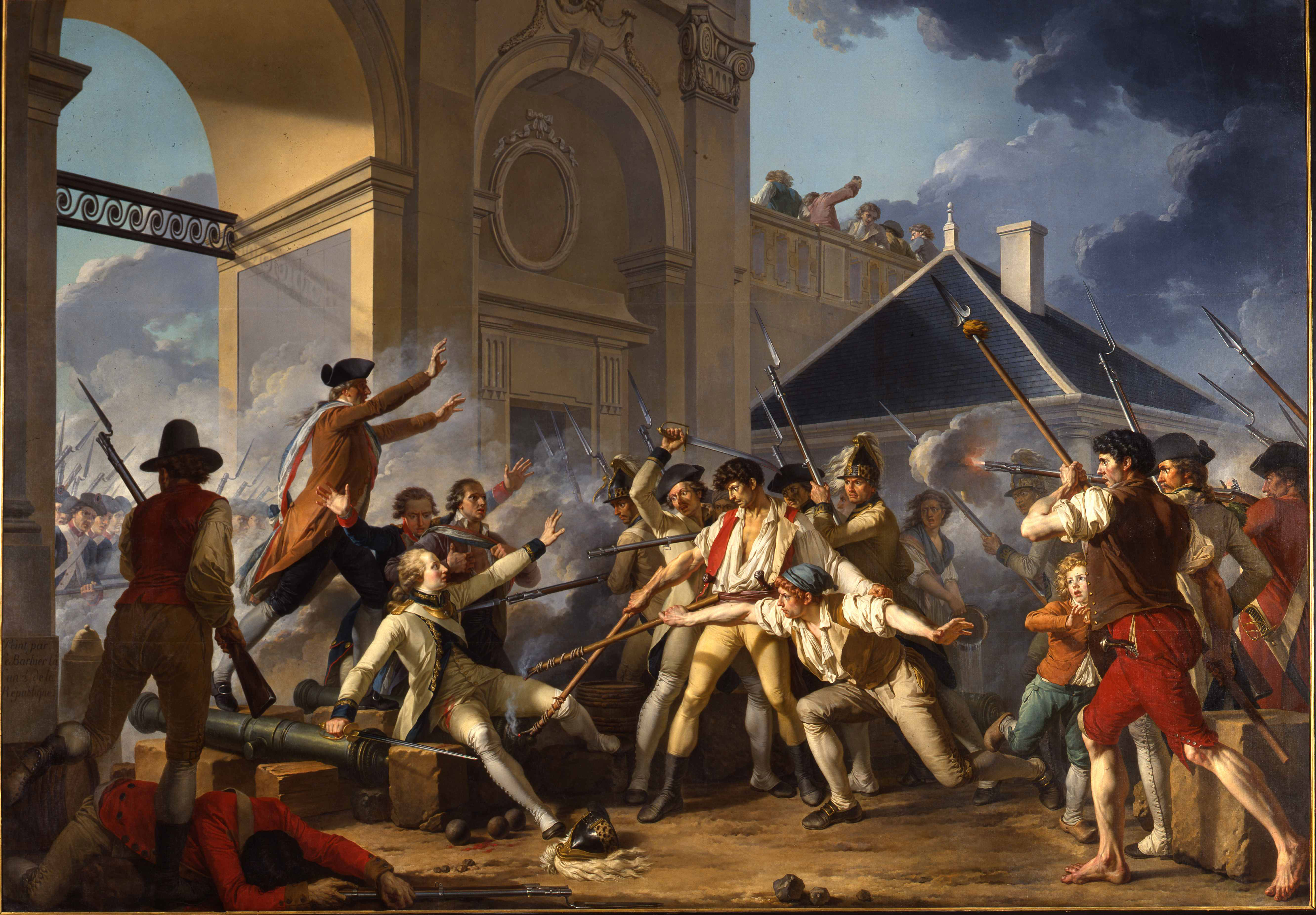
Jean-Jacques Le Barbier, Le Courage héroïque du jeune Désilles, le 31 août 1790, à l'affaire de Nancy (1794).
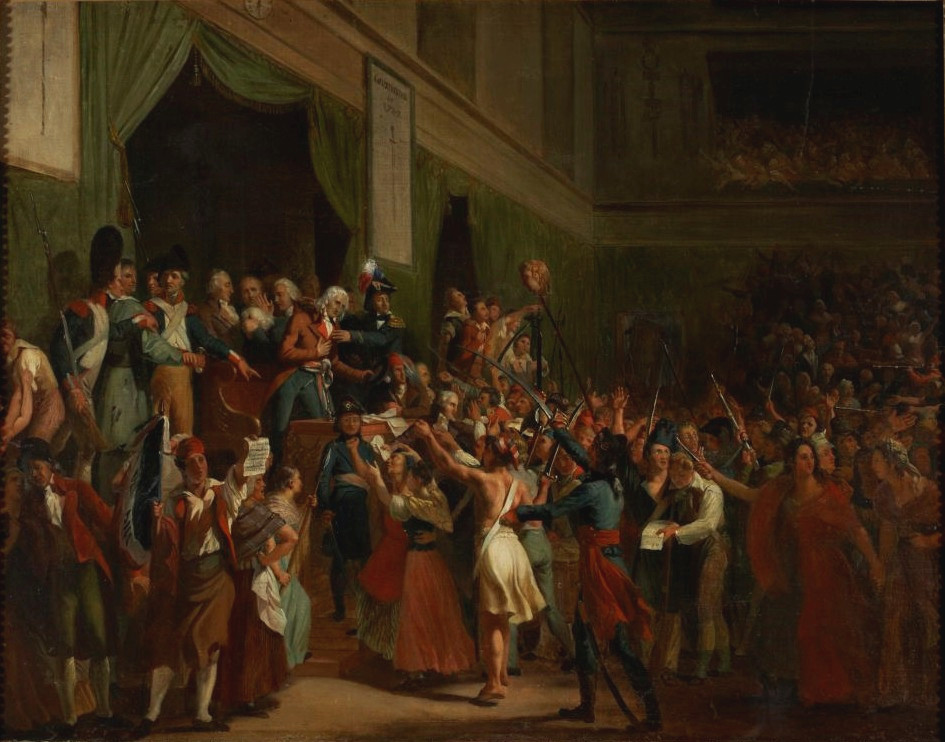
Charles Fournier des Ormes, Boissy d'Anglas saluant la tête du député Féraud, 1er prairal An III (20 mai 1795) (1831).
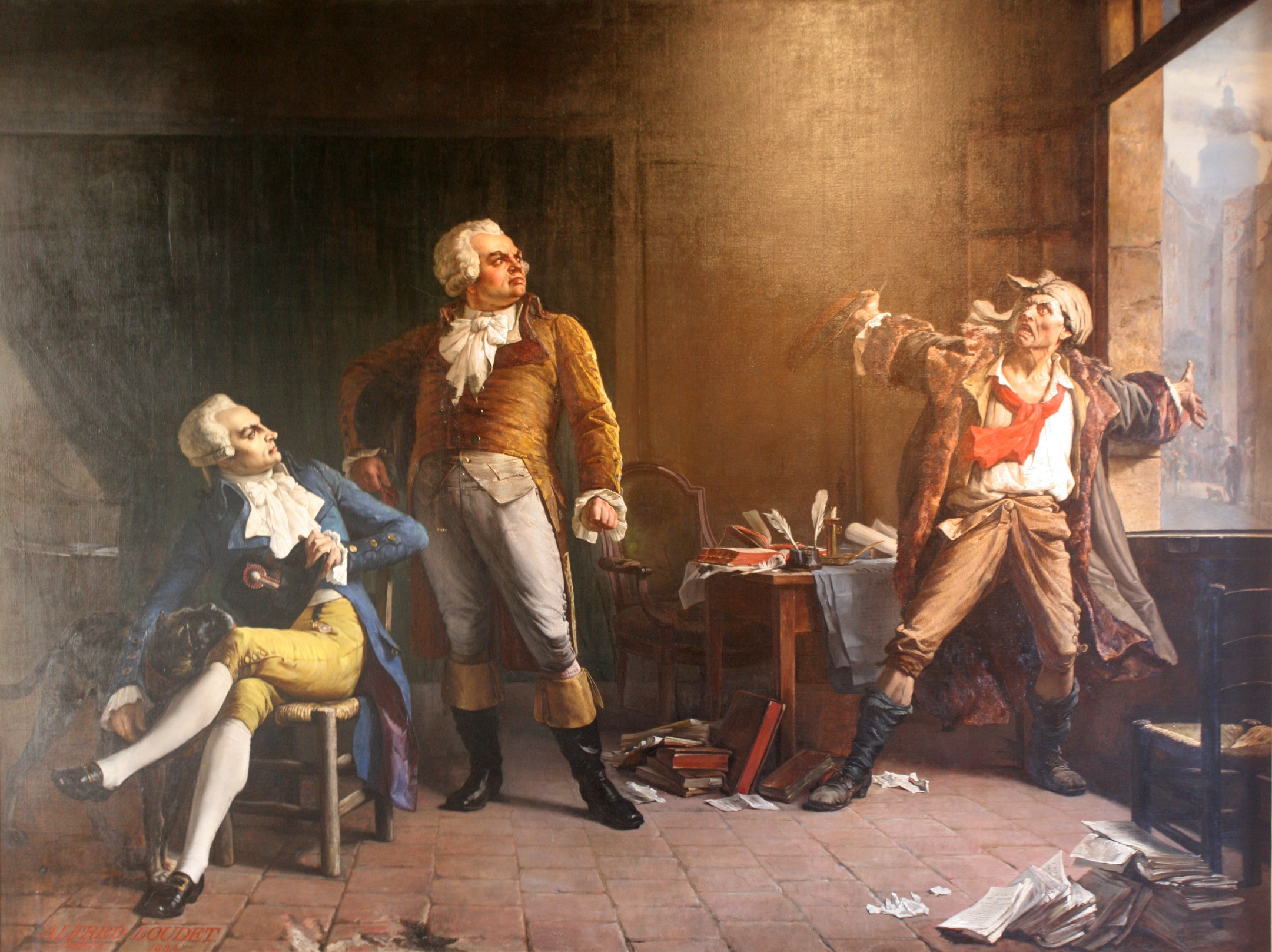
Alfred Loudet, Marat (1882).

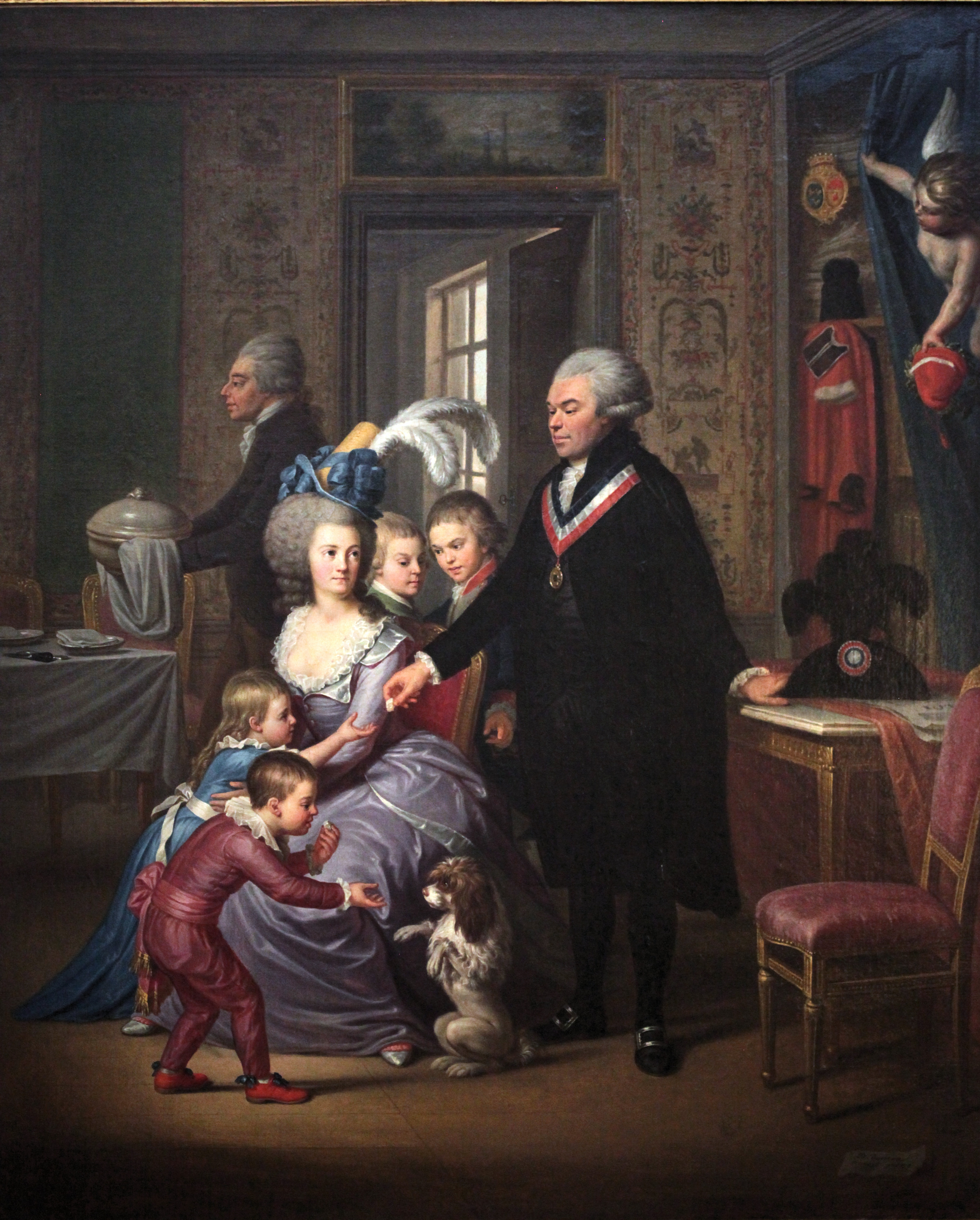
Dominique Doncre, Le Juge Pierre-Louis-Joseph Lecocq et sa famille (1791).
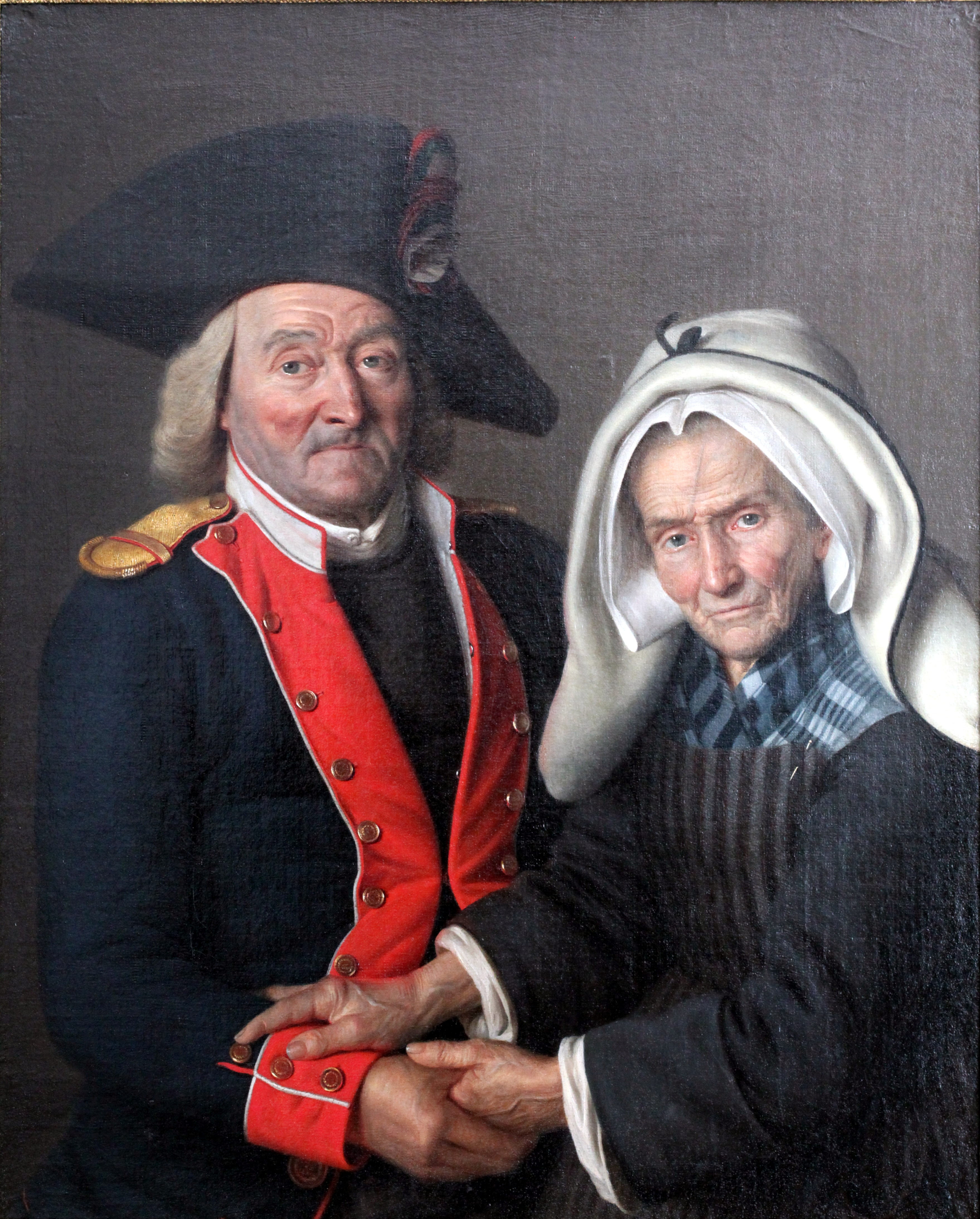
Remi-Fursy Descarsin, Un garde national et sa femme (1791).
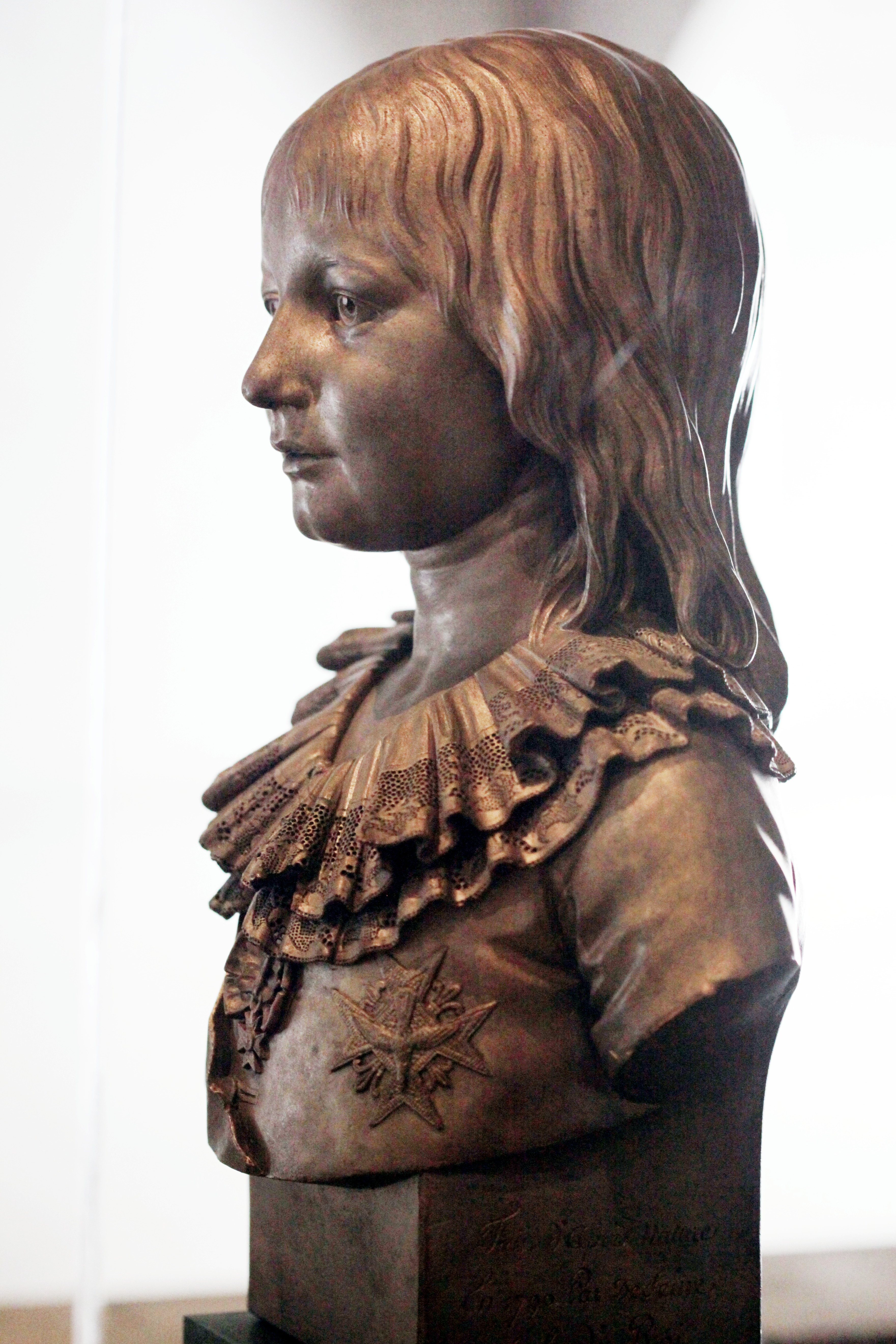
Louis-Pierre Deseine, Buste du dauphin Louis-Charles de France (1789-1790).
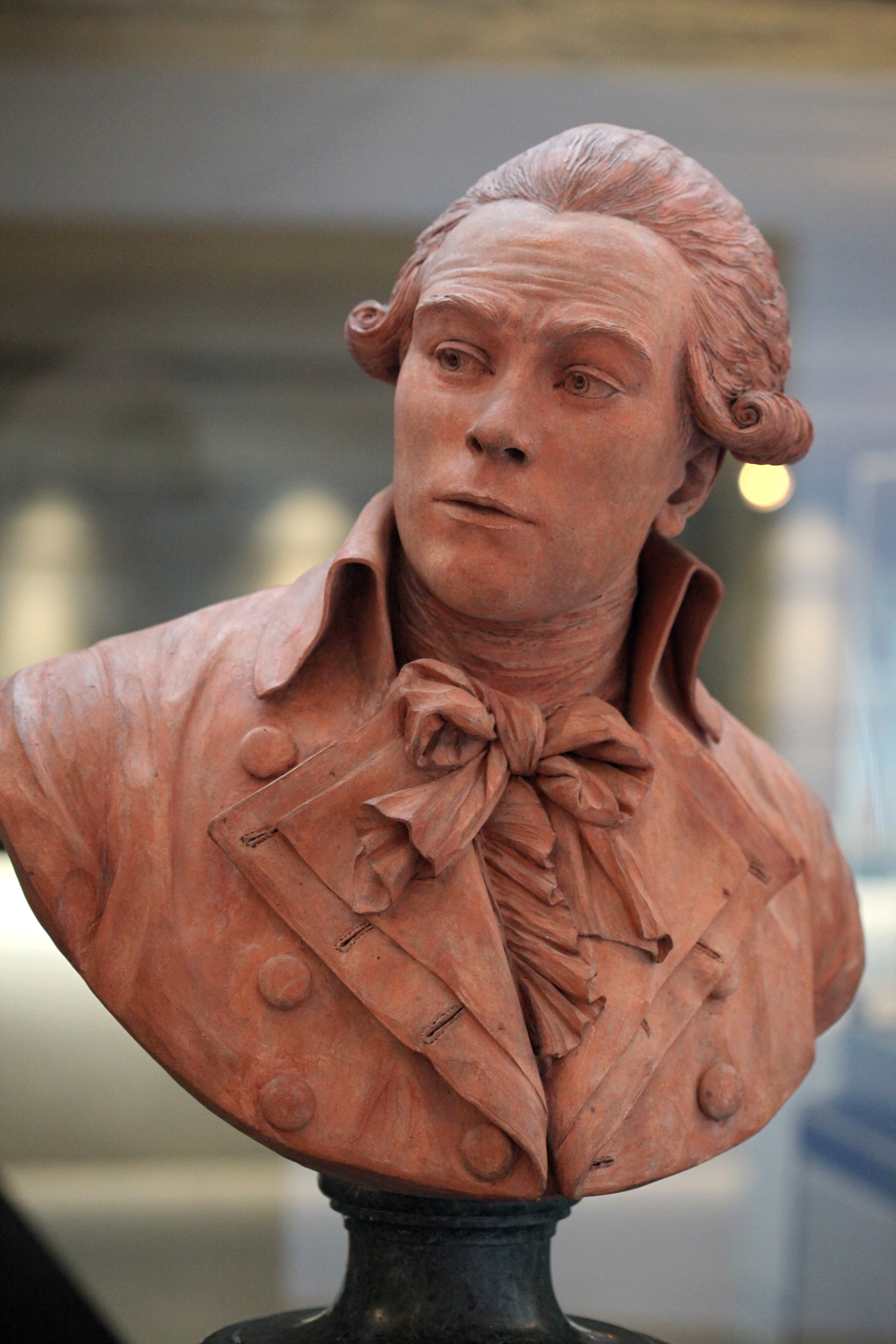
Claude-André Deseine, Buste de Maximilien de Robespierre (1791).
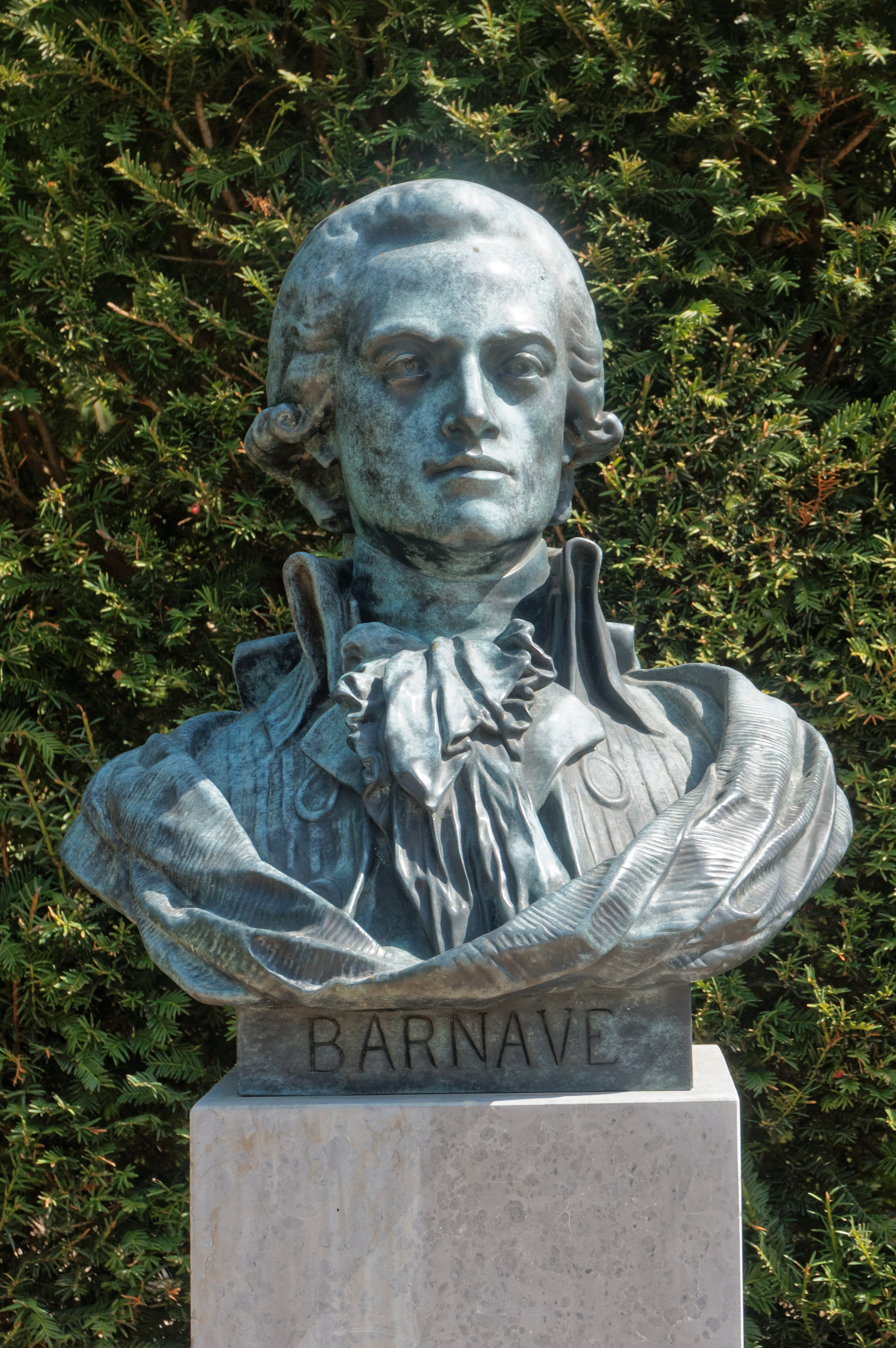
Buste de Antoine Barnave, posto nel luogo dell'antica sala della pallacorda.
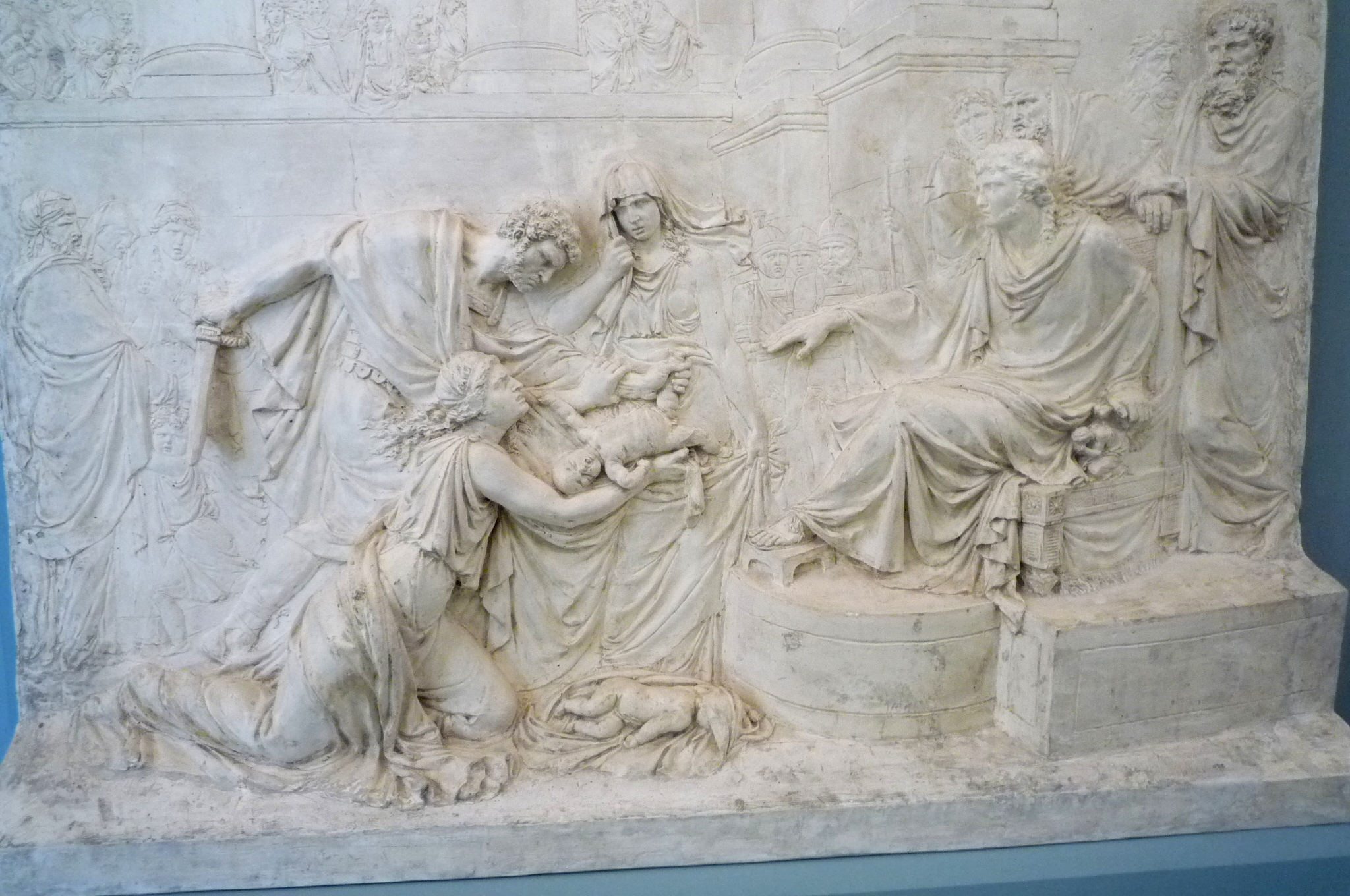
François-Frédéric Lemot, Le Jugement de Salomon (1790).

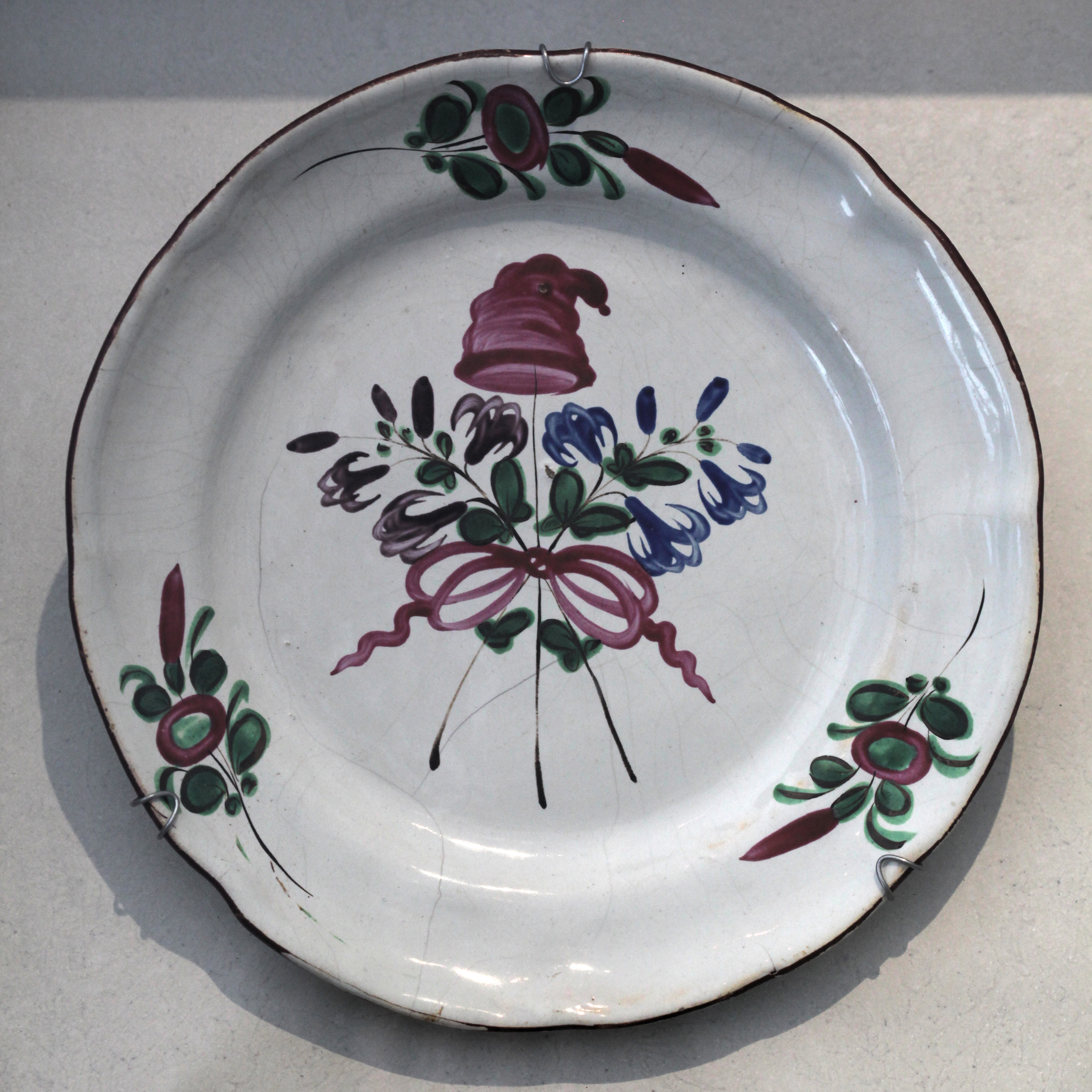
Piatti rivoluzionari.
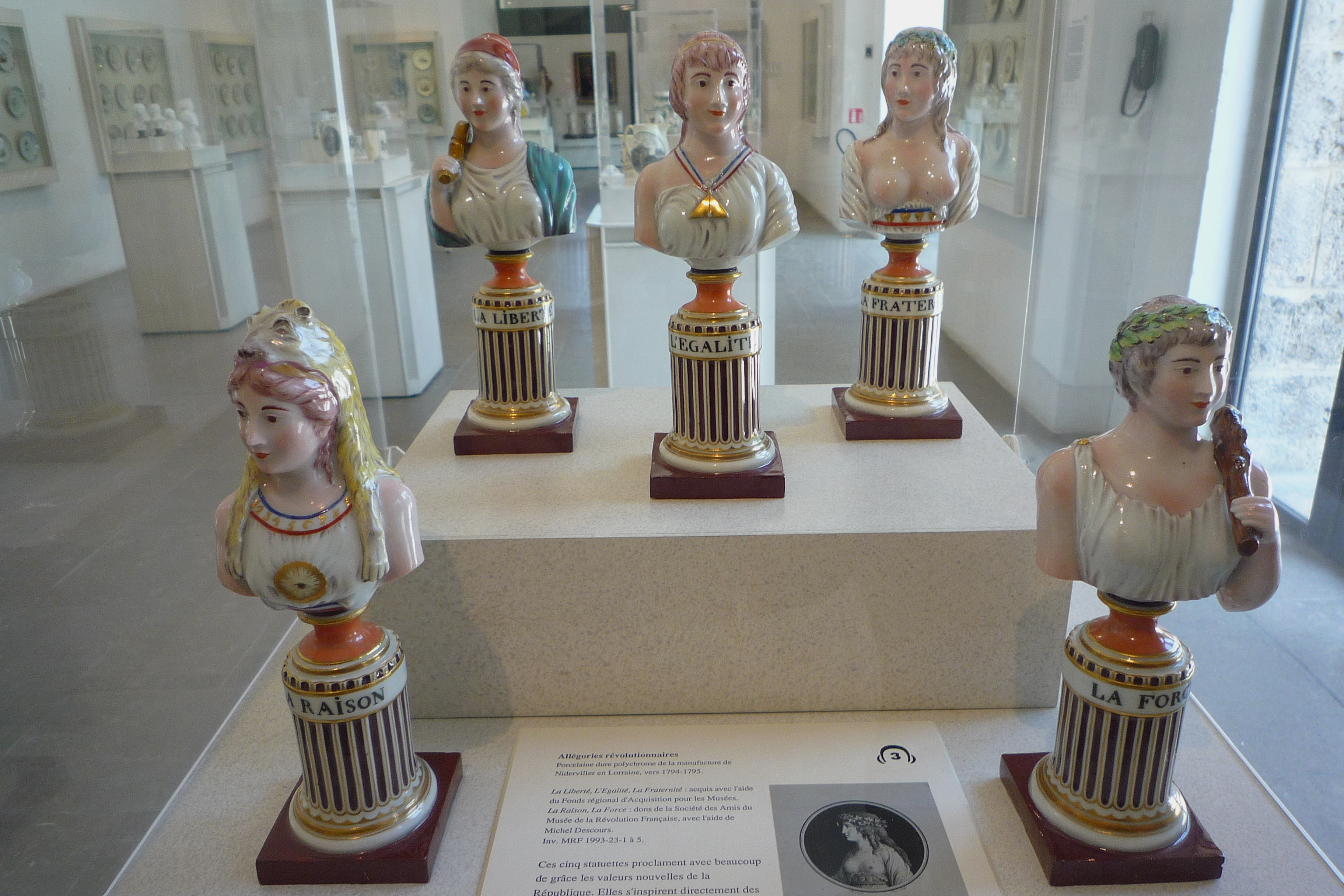
Statuette rivoluzionarie in porcellana, manifattura Niderviller, 1794-1795.
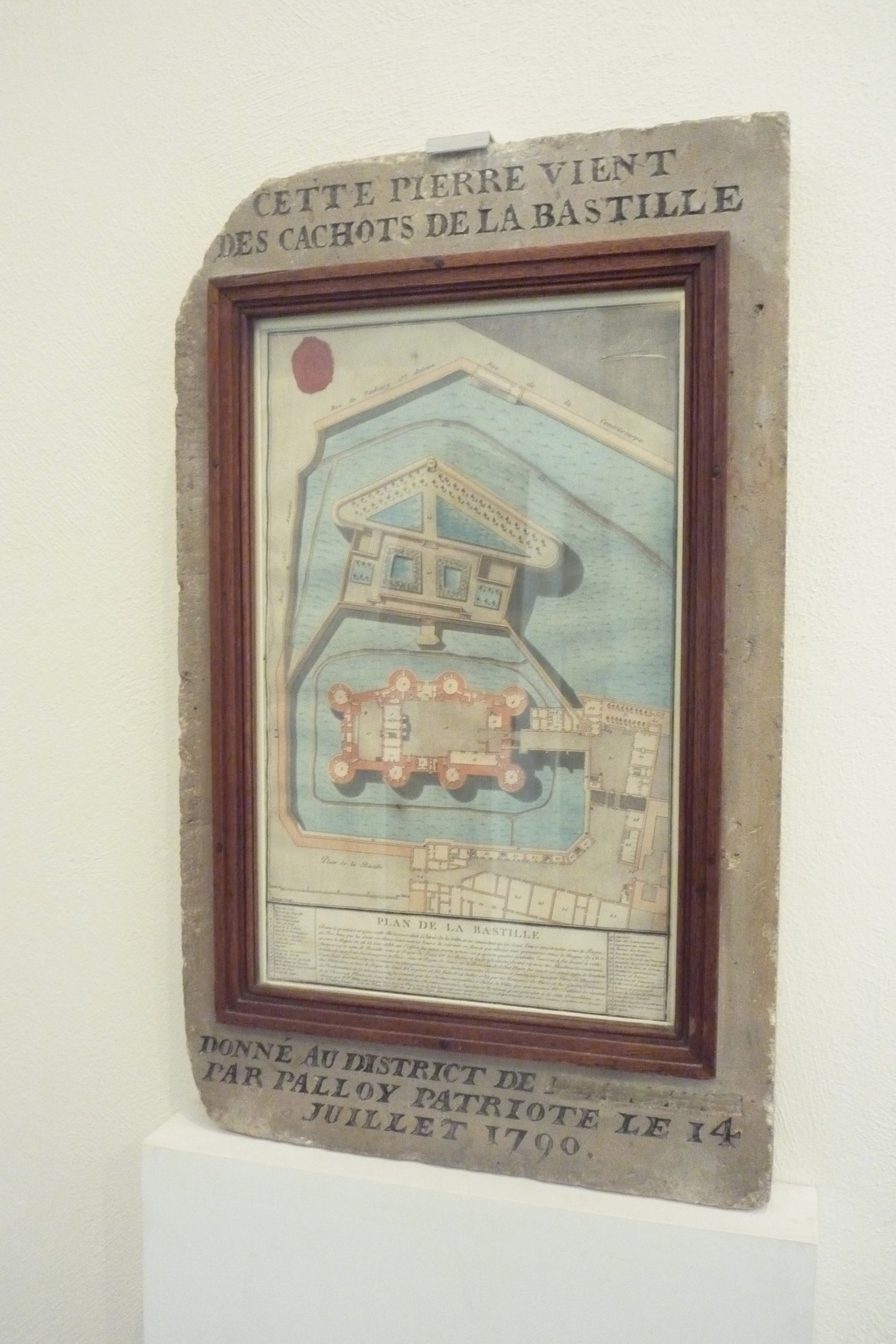
Pietra della Bastiglia, ceduta nel luglio 1790.
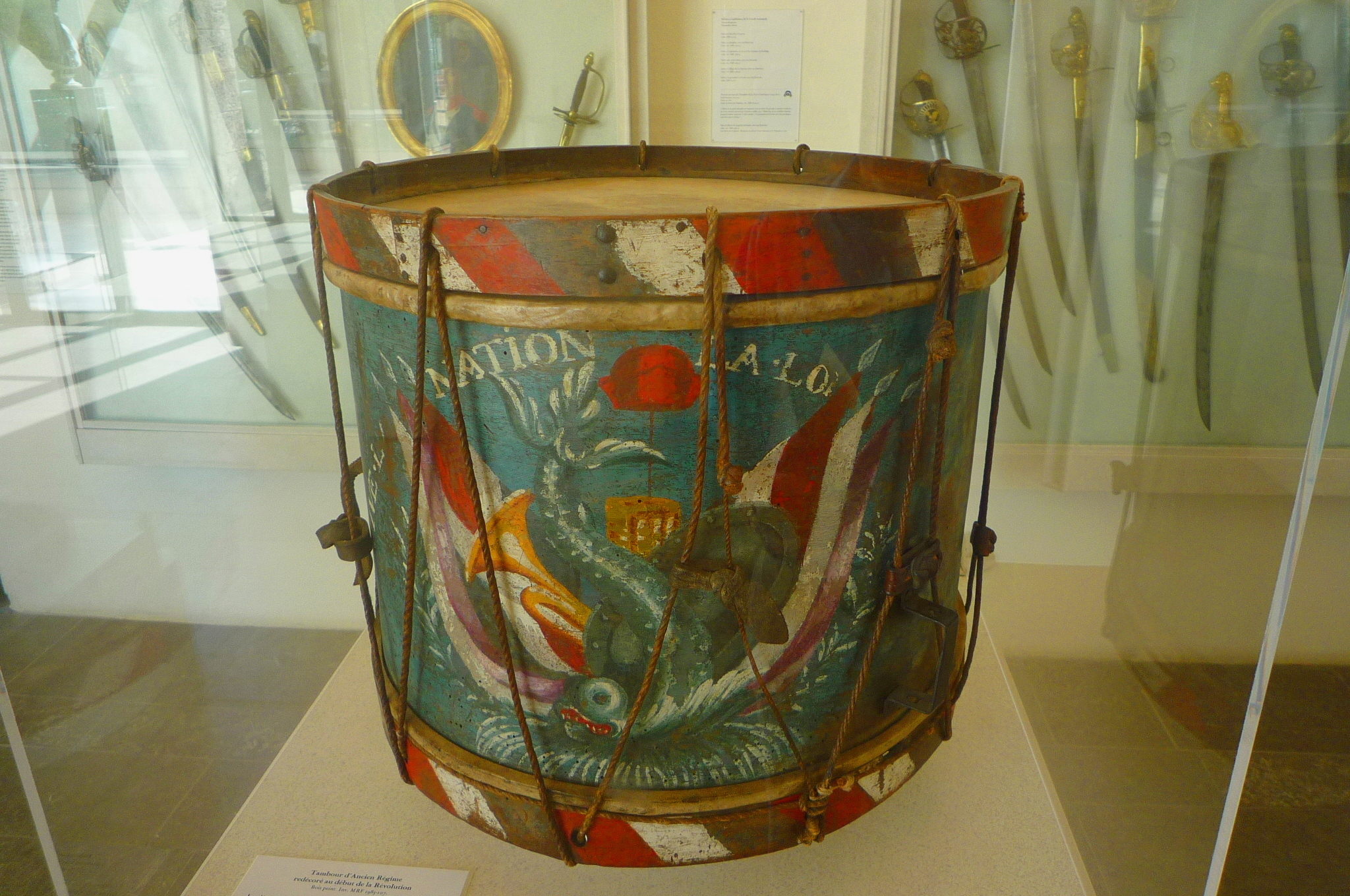
Tamburo dell'Ancien Régime.
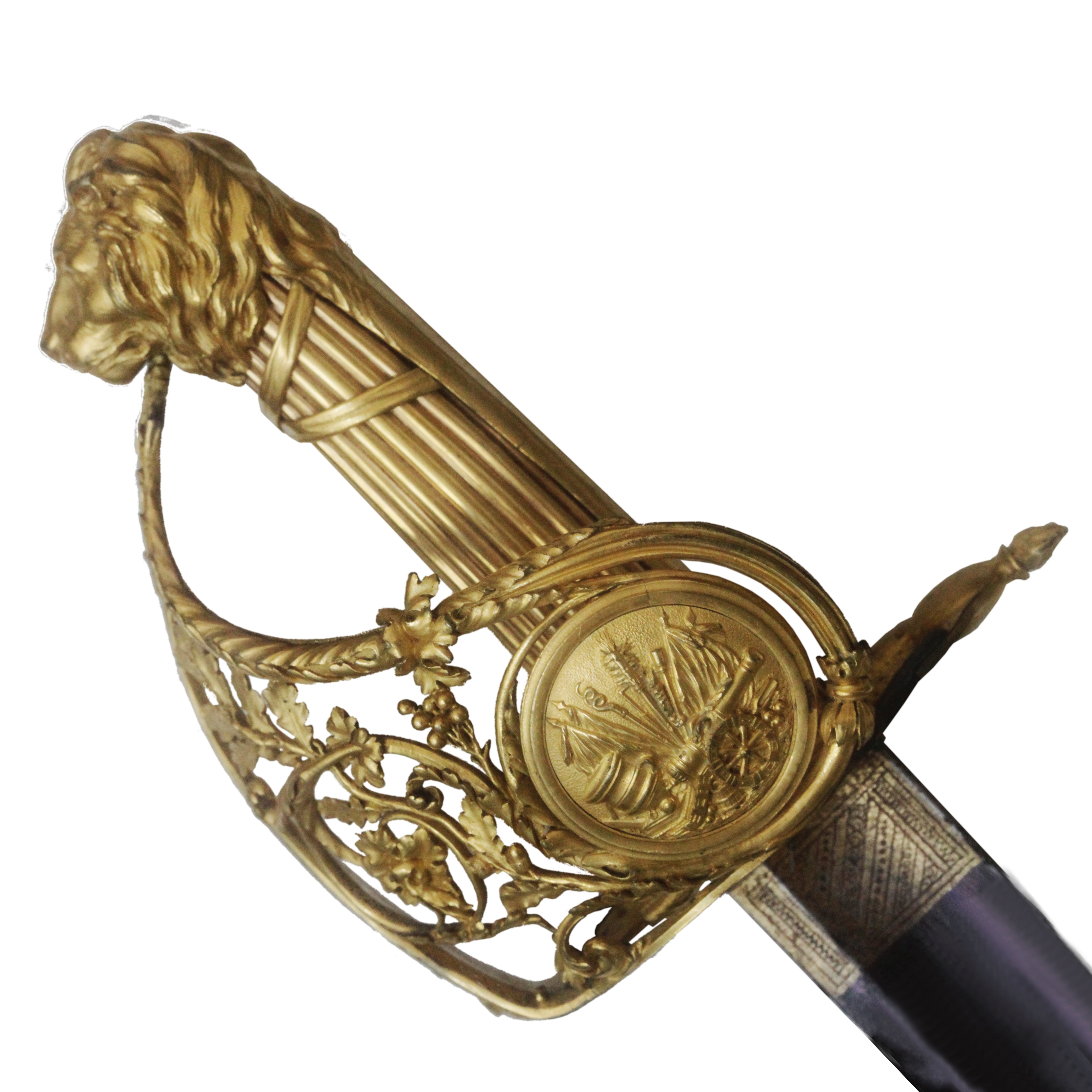
Dettaglio di una sciabola della Garde nationale.
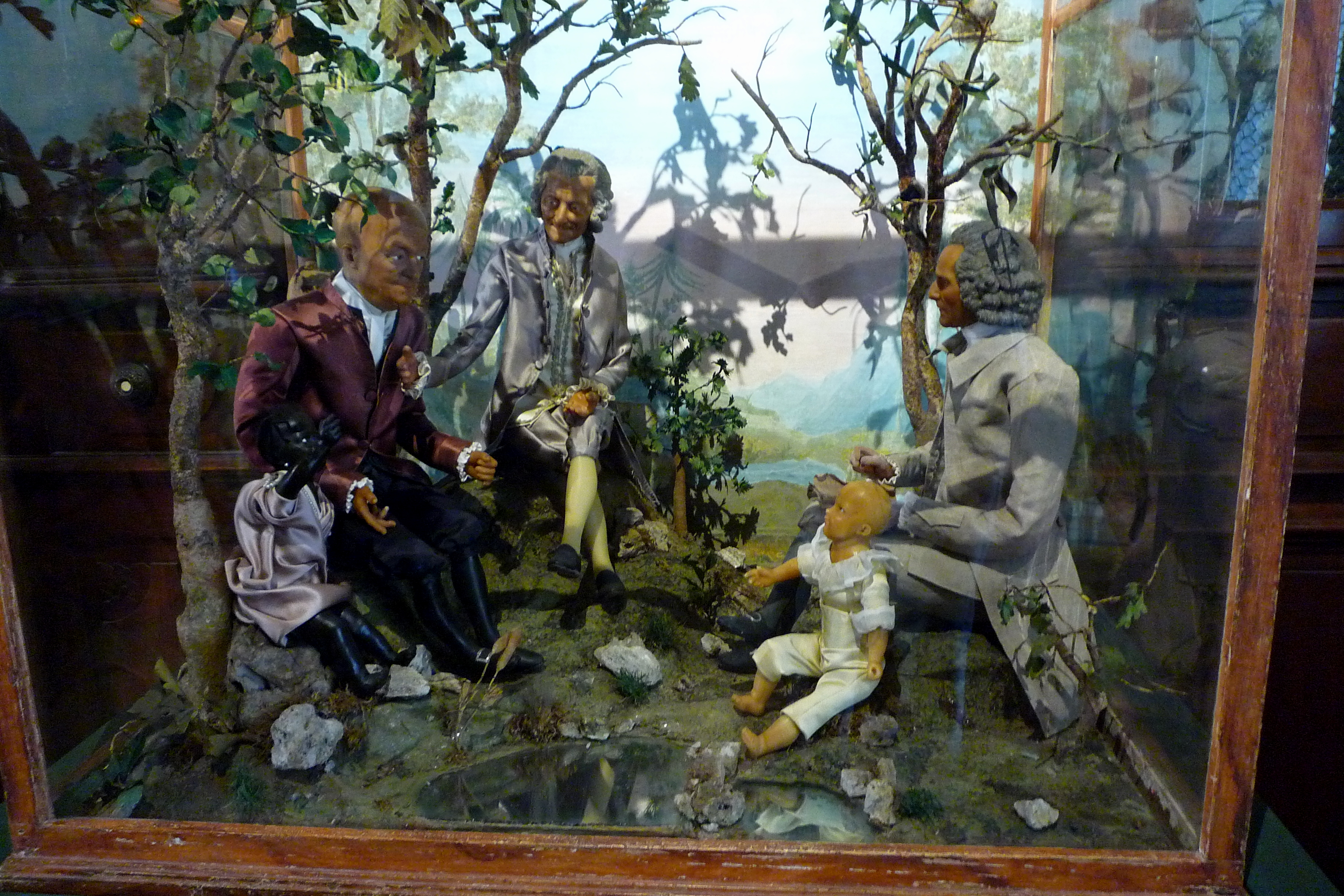
Franklin, Voltaire et Rousseau aux Champs Élysées (1792), cera policroma.

## Il parco del dominio di Vizille
Esteso su oltre cento ettari, il parco del dominio di Vizille seduce tanto per la sua bellezza che per la sua diversità di ambienti. Quaranta ettari sono dedicati al parc animalier dal 1978. La metamorfosi in giardino romantico voluta da Adolphe Perier negli anni 1830, e le successive trasformazioni occorse durante il XX secolo ne fanno un esempio notevole di evoluzione dei giardini. Al giorno d'oggi il giardino è riconosciuto dal Ministero della Cultura come Jardin remarquable. Del resto, esso accoglie dal 2011 delle esposizioni di artisti contemporanei con cadenza biannuale e dal 2008 è animato dallo spettacolo estivo detto "Feste rivoluzionarie di Vizille".

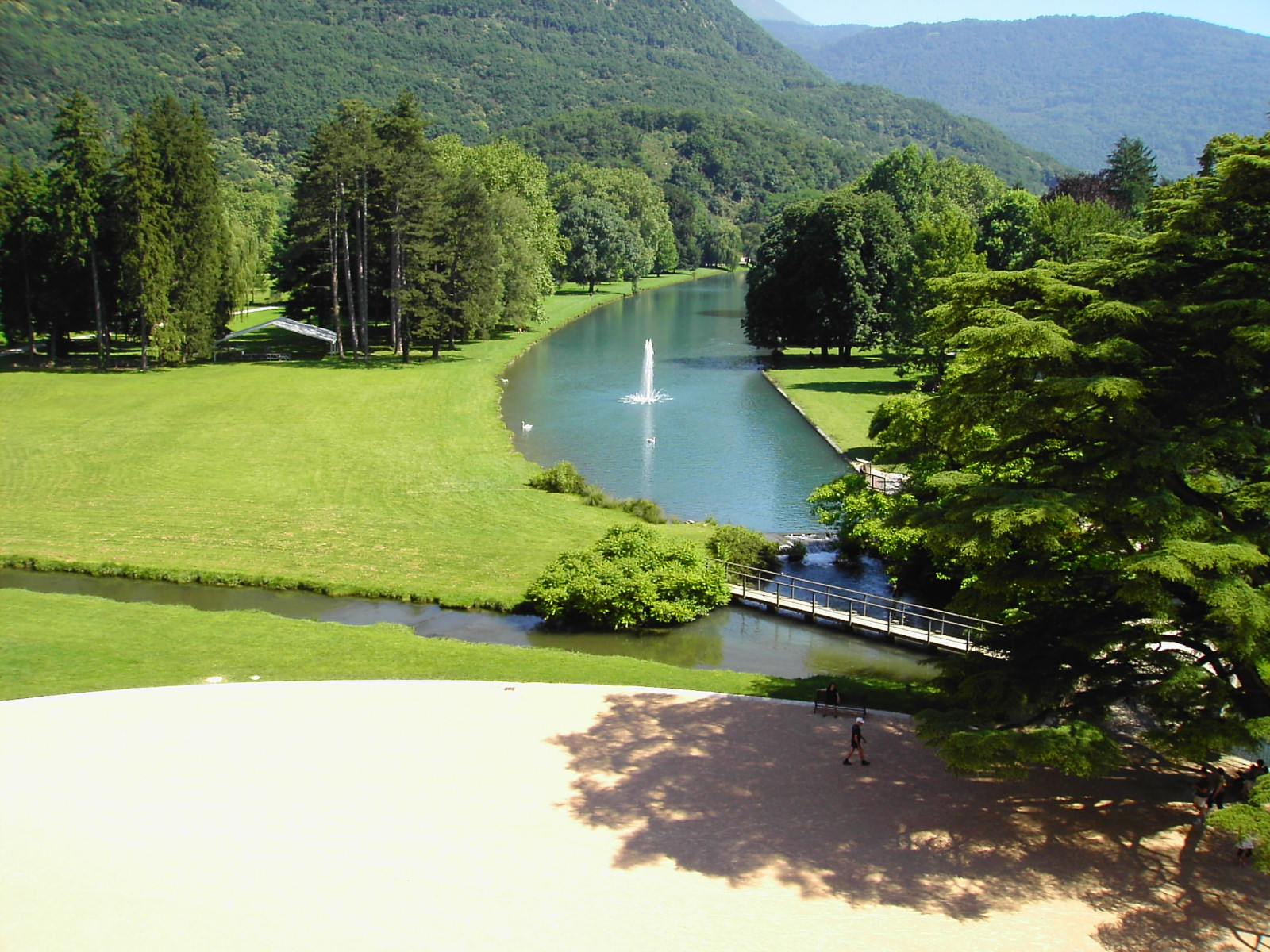
Il parco del castello dal balcone.

Vero e proprio invito all'immersione nella natura, il parco del dominio di Vizille è chiuso da un muro di cinta di sette chilometri. I viali cavalieri (allées cavalières), eredi dello stile dei giardini di Versailles, attraversano il parco dal parvis fino al parc animalier. Il grande canale, testimonianza visibile del rilievo dato all'acqua nel dominio di Vizille dai costruttori, allunga la sua prospettiva rettilinea nel parco paesaggistico. I numerosi canali, stagni, ruscelli, sorgenti, così come le cascate ricordano i notevoli lavori di ingegneria idraulica del passato.
Dal 2004, davanti al castello il parco paesaggistico accoglie un parterre alla francese che ripropone tramite composizioni vegetali i colori della bandiera tricolore, per ricordare la carica simbolica del sito. A qualche decina di metri, il roseto, inquadrato da siepi potate secondo le regole dell'ars topiaria, vere e proprie sculture vegetali, evoca le simmetrie dei parterre del Rinascimento. È qui che si trova una copia della statua di Ercole Lesdiguières, installata nel 2008 sul luogo in cui era posta l'originale fino a 268 anni prima, oggi conservata al museo di Grenoble.
La passeggiata sui viali cavalieri del parco è ritmata dalla scoperta di diverse specie arboree, rare ed esotiche in alcuni casi come il cedro del Libano piantato all'ingresso del parco in epoca napoleonica. Allontanandosi dal castello, la natura diventa selvaggia nel parco campestre, ed è qui che si trovano i boschetti e la riserva con gli animali.

## Accesso
Vizille si trova a 15 chilometri da Grenoble.
Dal punto di vista del trasporto pubblico, il museo è collegato dalla linea di bus 23 al campus universitario di Grenoble, dalla linea 65 al centro commerciale Grand'Place di Grenoble, dalla linea 70 a Champ-sur-Drac e infine dalla linea di pullman 3000 di Transisère alla stazione di Grenoble.
In auto, vi si arriva:
- Dall'autostrada A51 provenendo da Sisteron, uscita 8 - Vizille.
- Da Grenoble, attraverso Pont-de-Claix, percorrendo la D1075 poi la D1085.
- Da Brié-et-Angonnes, dalla N85 detta Route Napoléon.
- Dalla stazione termale di Uriage, prendendo la strada turistica D524.

Il parcheggio del centro congressi La Locomotive di Vizille, sulla strada dipartimentale D524 all'entrata del borgo di Vizille provenendo da Uriage, si trova a un centinaio di metri dal parco, ed è gratuito.